# Winston Churchill
Winston Leonard Spencer Churchill (ur. 30 listopada 1874 w Blenheim Palace, zm. 24 stycznia 1965 w Londynie) – brytyjski polityk, mąż stanu, mówca, strateg, pisarz i historyk, malarz, dwukrotny premier Zjednoczonego Królestwa, laureat literackiej Nagrody Nobla, honorowy obywatel Stanów Zjednoczonych. W 2002 w plebiscycie organizowanym przez BBC został uznany za najwybitniejszego Brytyjczyka wszech czasów.

## Życiorys

### Wczesne lata

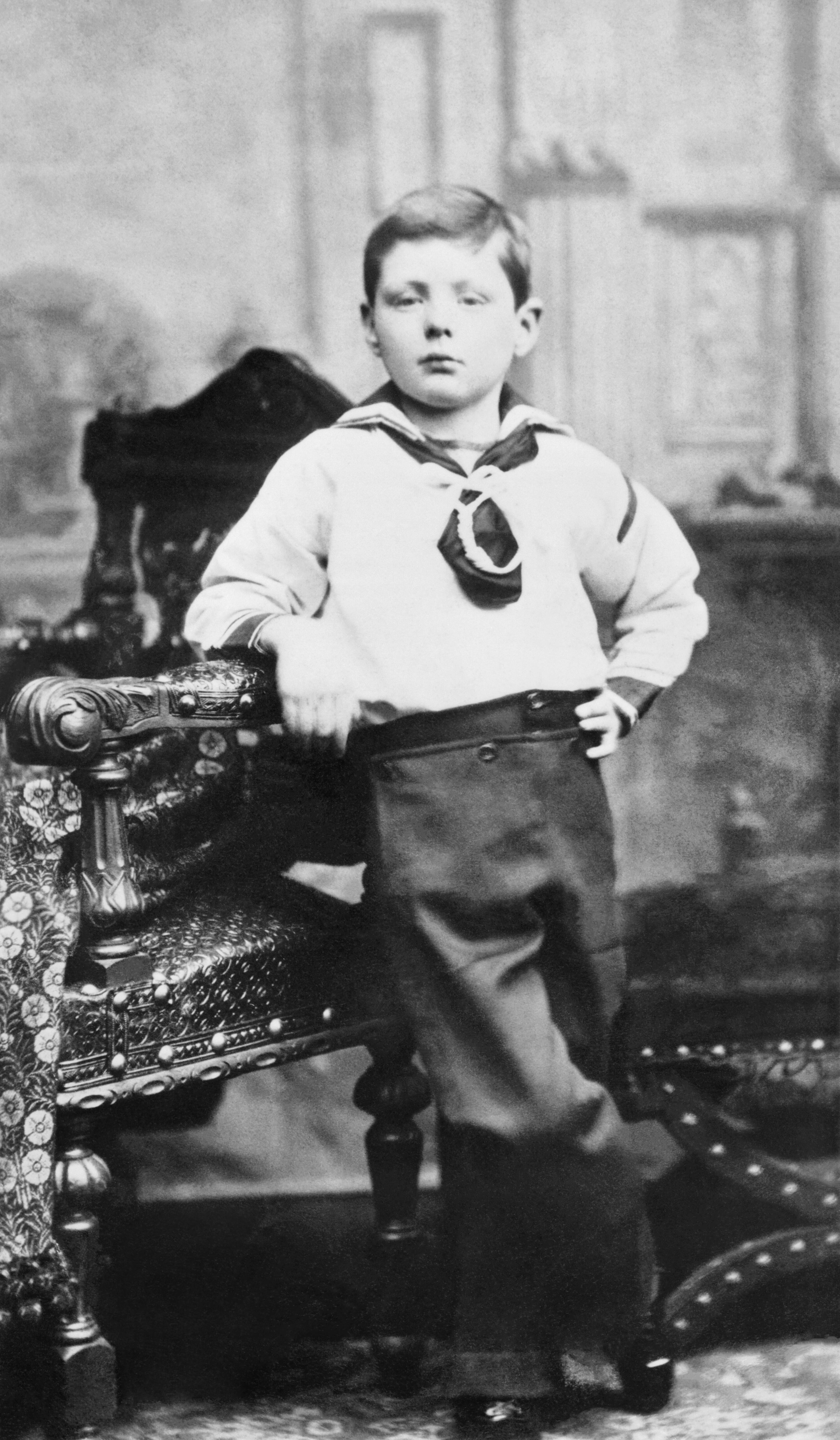
Churchill (1881)

Wywodził się z bocznej linii arystokratycznej rodziny Spencer-Churchill, ale jego bliscy używali tylko drugiego członu nazwiska. Jego ojcem był wpływowy polityk Partii Konserwatywnej lord Randolph Churchill, młodszy syn 7. księcia Marlborough. Matka Winstona, Jeanette Jerome, była córką amerykańskiego finansisty Leonarda Jerome’a. Podobnie jak większość dzieci z wyższych klas społecznych, Winston spędził większość dzieciństwa w szkołach z internatem. Naukę pobierał w Harrow School. Mimo dobrych wyników z języka angielskiego i historii, miał problemy z matematyką, i był często karany za swoją niezależną i buntowniczą naturę. Był mistrzem szkoły w szermierce, za to nie lubił gry w piłkę nożną i krykieta. Gdy miał siedem lat, jego pierwszy nauczyciel skutecznie zniechęcił go do łaciny, każąc nauczyć się pierwszej deklinacji na pamięć. Po dwóch latach pobytu w tej szkole Winston był tak wykończony psychicznie, że musiał być przeniesiony do innej (po rehabilitacji).
W okresie szkolnym był rzadko odwiedzany przez matkę, którą bardzo kochał; często pisał do niej listy z prośbą, aby przyjechała lub skłoniła ojca do zezwolenia mu na powrót do domu. Z ojcem łączyły Churchilla raczej chłodne relacje. Jako dziecko nawiązał bliskie stosunki ze swoją nianią, Elisabeth Anne Everest.

### Kariera wojskowa

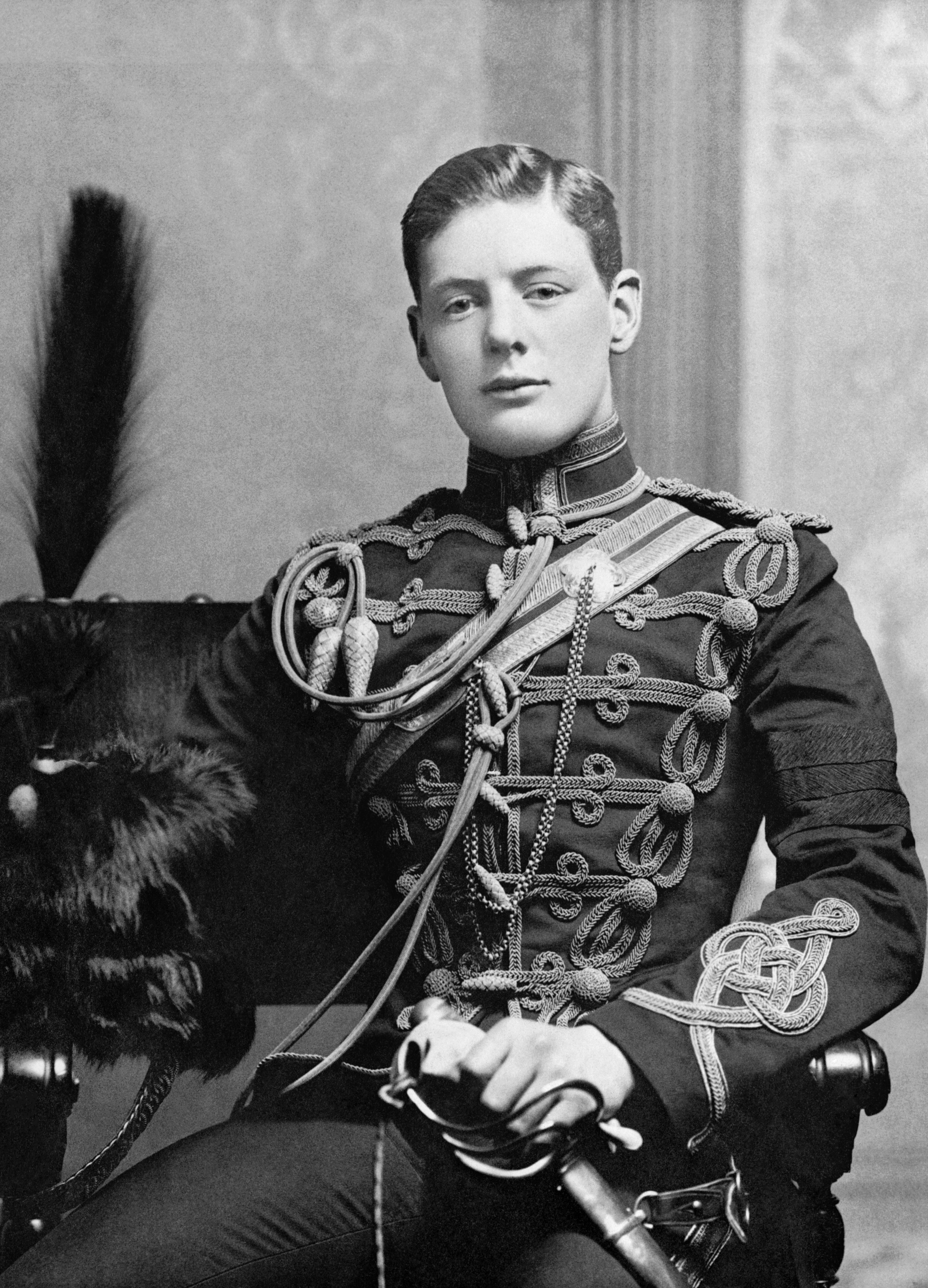
Churchill (1895)

Po ukończeniu szkoły średniej Harrow School próbował dostać się do Royal Military Academy w Sandhurst, co udało mu się dopiero za trzecim podejściem. Szkołę ukończył w 1895 i został podporucznikiem w czwartym regimencie huzarów Królowej (4th Queen’s Own Hussars). Jego regiment został następnie wysłany do brytyjskich Indii. Niedługo po przybyciu na miejsce Churchill dotkliwie zranił się w ramię, a doznana rana dokuczała mu przez resztę życia. Głównym zajęciem regimentu Churchilla w Indiach było granie w polo, co nie odpowiadało młodzieńcowi, bo wolał uczestniczyć w walkach. Wolny czas poświęcał na czytanie książek.
W 1895 wybrał się na Kubę obserwować działania wojsk hiszpańskich przeciwko kubańskiej partyzantce. Podjął starania o urlop w służbie wojskowej w celu wyjazdu na Kubę, gdzie chciał zapoznać się z panującą tam sytuacją militarną, w tym z taktyką walk z powstańcami. Władze brytyjskie dopiero po usilnych staraniach i wykorzystaniu protekcji zgodziły się na wyjazd Churchilla, jednak nie bezinteresownie. Dano Churchillowi do zrozumienia, że jest to jego prywatna eskapada, na którą przełożeni wojskowi z wyrozumiałością przymykają oczy. Owa „prywatność eskapady” wynikała z drażliwej sytuacji, ponieważ w brytyjskiej prasie i opinii publicznej przeważały sympatie dla powstańców kubańskich. Gdyby Churchillowi lub jego koledze (z którym jechał) przydarzyło się na Kubie coś przykrego, władze brytyjskie, z racji owej „prywatności” wyjazdu, z góry umywały ręce, uwalniając się od odpowiedzialności z tego tytułu. Przed wyjazdem obu oficerów zaproszono na poufną konferencję z przedstawicielami wywiadu, którzy zaopatrzyli „wycieczkowiczów” w mapy Kuby i tajne instrukcje. Zlecono im gromadzenie na miejscu określonych danych statystycznych i wiadomości dotyczących między innymi efektywności nowych pocisków karabinowych stosowanych przez wojska hiszpańskie. Churchill solennie wywiązał się z tych zadań. Skorzystał też z doświadczenia swojego ojca, który niegdyś pisywał z Afryki korespondencję dla „Daily Graphic” i właśnie z dziennikiem tej redakcji sam zawarł umowę o nadsyłaniu z Kuby wiadomości zatytułowanych „listy z frontu”, po pięć gwinei od listu. Tym samym zapewnił sobie co najmniej pokrycie kosztów swojej wyprawy na Kubę i jednocześnie rozpoczął pracę na polu dziennikarskim.
W czasie pobytu na Kubie mniej interesowała go strona polityczna rewolucji kubańskiej, chociaż i w tym zakresie miał wyrobiony własny pogląd, który po wielu latach opisał we wspomnieniach pt. My Early Life słowami: „Stosunek uczuciowy Hiszpanów do Kuby był dokładnie taki sam, jak nasz do Irlandii. Pomyślałem sobie, że ci «foreigners», jacyś tam cudzoziemcy, są wręcz bezczelni posługując się wobec swoich kolonii tym samym językiem, jakim my szermujemy, gdy mowa o naszych posiadłościach kolonialnych. Stwierdziwszy to wszakże poprzestałem na zachowaniu odkrycia w swojej «przechowalni pamięciowej»”. Relacje z działań na Kubie wysyłał do „Daily Graphic”. Rok później, w dzień swoich 21. urodzin, znalazł się po raz pierwszy na pierwszej linii frontu. W 1897 pojechał na Bałkany, by relacjonować wojnę grecko-turecką, która jednak zakończyła się przed jego przybyciem. Po krótkim pobycie w Anglii wrócił do Indii, gdzie wraz ze swoim regimentem tłumił powstanie Pasztunów. Relacje z tych walk wysyłał do „The Pioneer” i do „Daily Telegraph”. Po powrocie do Anglii wydał swoją pierwszą książkę – The Story of The Malakand Field Force.

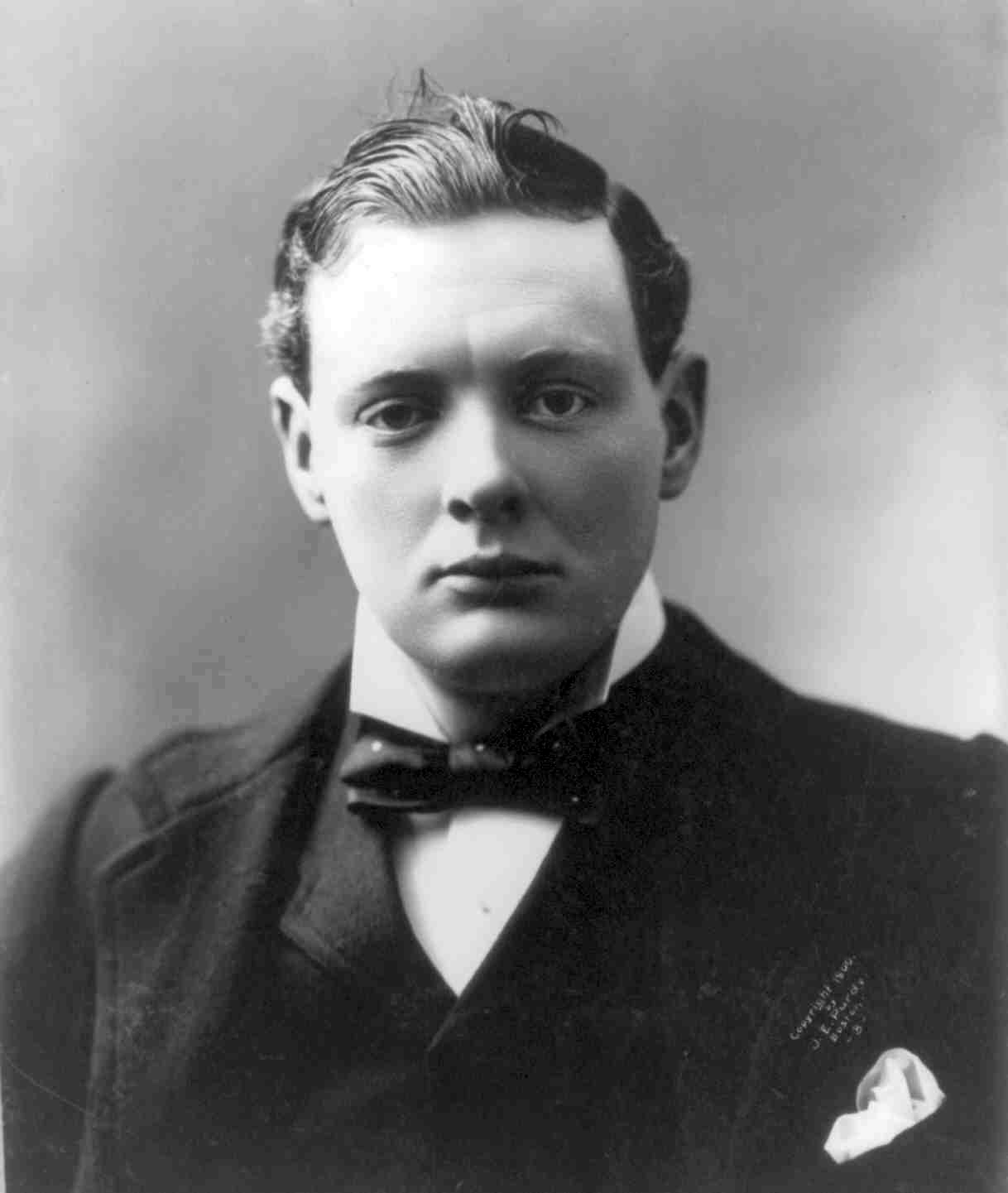
Churchill podczas cyklu wykładów w USA (1900)

Podczas pobytu w Indiach na wszelkie możliwe sposoby starał się dostać do armii lorda Kitchenera. W 1898 w końcu mu się to udało i został wysłany do Sudanu, gdzie Kitchener kończył właśnie tłumić powstanie mahdystów. Zdążył być jeszcze świadkiem szarży brytyjskiej kawalerii w bitwie pod Omdurmanem. Relacje z niej zdał w swojej korespondencji do „Morning Post”. W październiku 1898 wrócił do Anglii i rozpoczął pisanie dwutomowego dzieła pt. The River War, które zostało opublikowane w następnym roku.
W 1899 opuścił armię i zdecydował się spróbować swoich sił w polityce. Z ramienia konserwatystów wystartował w wyborach uzupełniających w okręgu Oldham, w których jednak zajął trzecie miejsce i nie dostał się do Parlamentu.
12 października 1899 wybuchła w południowej Afryce wojna między Brytyjczykami a Afrykanerami, tzw. II wojna burska. Churchill wybrał się do Afryki jako korespondent wojenny. Podczas podróży pociąg Churchilla wpadł w zasadzkę. Churchill pomógł odblokować tory i ponownie ruszyć pociąg, jednak został przy tym ranny. Wkrótce później dostał się do burskiej niewoli i został osadzony w obozie jenieckim w Pretorii. Wkrótce uciekł z obozu i, wspólnie z angielskim zarządcą kopalnianym, przeszedł 480 km i trafił do Lourenço Marques w portugalskim Mozambiku. Ucieczka uczyniła z Churchilla bohatera wojennego. Po powrocie do kraju szybko przyłączył się do armii generała Bullera i towarzyszył jej w walkach o Ladysmith i w zdobywaniu Pretorii. Churchill przyłączył się do południowoafrykańskiego lekkiego regimentu konnego i był jednym z pierwszych Brytyjczyków, którzy wkroczyli do Pretorii. Churchill napisał dwie książki o tej wojnie – London to Ladysmith via Pretoria i Ian Hamilton’s March.

### Początki działalności w Parlamencie

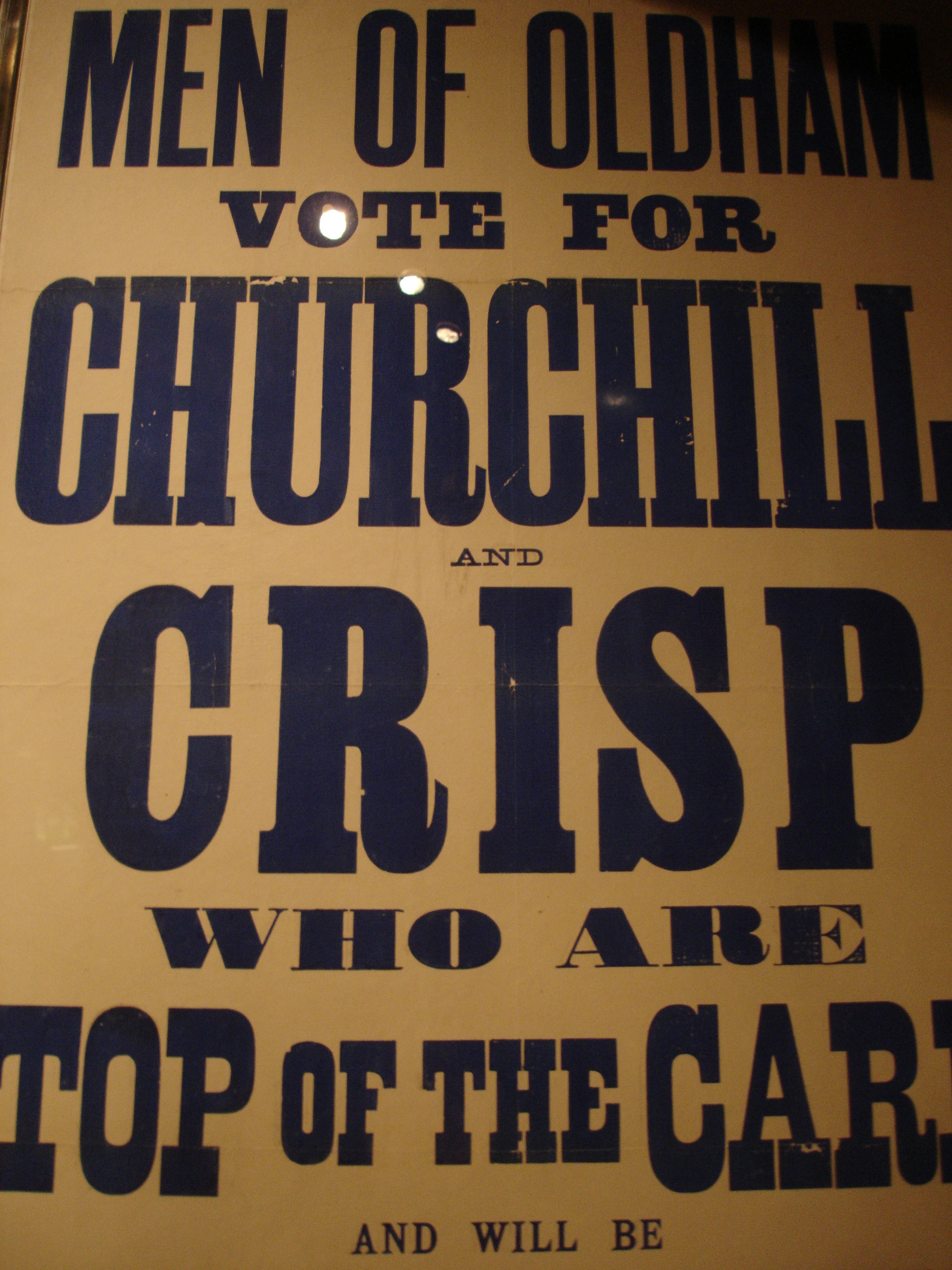
Plakat wyborczy Churchilla przygotowany na wybory uzupełniające w okręgu Oldham (1899)

Po powrocie z południowej Afryki ponownie spróbował swoich sił w polityce. Dwie opublikowane książki o wojnie burskiej miały służyć promocji autora. Zamiar się powiódł i Churchill (ponownie startując jako kandydat konserwatystów) zwyciężył w wyborach powszechnych w okręgu Oldham. Był jednak nieobecny na inauguracyjnym posiedzeniu Izby Gmin, gdyż zaangażował się w cykl wykładów w Wielkiej Brytanii i Stanach Zjednoczonych, na których zarobił 10 tys. funtów. Było to spowodowane tym, że Churchill był dość ubogi, a ówcześni parlamentarzyści nie pobierali żadnych uposażeń. Przed jednym z wykładów Churchilla prelekcję wygłosił Mark Twain. Churchill zjadł także obiad z wiceprezydentem Rooseveltem, ale panowie nie rozmawiali ze sobą.
Po powrocie do Wielkiej Brytanii w lutym 1901 związał się z wewnątrzpartyjną opozycją wśród konserwatystów kierowaną przez lorda Hugh Cecila. Grupa nazywała siebie „The Hughligans”, przez analogię do „The Hoolingans”. Churchill podczas swojej pierwszej sesji ostro protestował przeciwko polityce rządu względem armii. Szybko pokłócił się z lordem Cecilem i w 1903 opuścił jego stronnictwo. Znalazł się też wśród przeciwników lidera liberalnych unionistów Josepha Chamberlaina, koalicjanta konserwatystów, który proponował reformy gospodarcze, mające umocnić brytyjską potęgę ekonomiczną. Te działania spowodowały, że Churchill utracił wielu stronników, a deputowani konserwatystów często opuszczali salę obrad podczas jego przemówień.
Rozczarowanie konserwatystami spowodowało, że w 1904 Churchill zmienił partię polityczną, zostając deputowanym liberałów. Tam kontynuował swoją kampanię na rzecz wolnego handlu. W 1906 zwyciężył w wyborach powszechnych, kandydując w okręgu Manchester North West.

### Pierwsze urzędy
Po wygranej liberałów w wyborach Churchill został podsekretarzem stanu w ministerstwie ds. kolonii. Na tym stanowisku zajmował się przygotowaniem konstytucji dla podbitych krajów burskich – Transwalu i Oranii – oraz sprawą chińskich robotników pracujących w południowoafrykańskich kopalniach. Zyskał też sławę świetnego mówcy i był uznawany za najbardziej prominentnego polityka niewchodzącego w skład gabinetu. Kiedy więc w 1908 nowy premier Herbert Henry Asquith mianował Churchilla Przewodniczącym Zarządu Handlu, nie przyjęto tego ze zdziwieniem. Zgodnie z ówczesnymi zwyczajami każdy nowo powołany minister musiał zrezygnować ze swojego miejsca w okręgu wyborczym i zostać ponownie wybrany w innym okręgu. Churchill utracił więc swoje miejsce w okręgu Manchester North West na rzecz konserwatysty Williama Joynson-Hicksa, ale został niedługo później wybrany z okręgu Dundee. Jako minister wprowadził radykalne reformy socjalne wspólnie z kanclerzem skarbu Davidem Lloydem George’em.

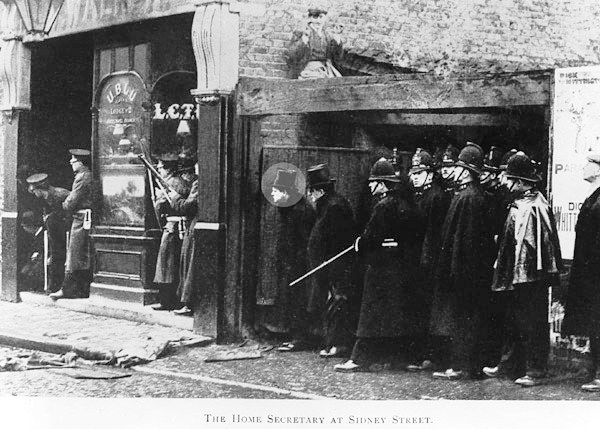
Churchill podczas strzelaniny na Sidney Street (1911)

W 1910 Churchill został mianowany ministrem spraw wewnętrznych. Na tym stanowisku został bohaterem skandalu. W 1911 doszło bowiem do strzelaniny na Sidney Street między Szkocką Gwardią a łotewskimi anarchistami. Churchill udał się na miejsce strzelaniny i zezwolił Gwardii na użycie broni, nie dopuścił też na miejsce walk straży pożarnej. Został przy tej okazji sfotografowany, a zdjęcie wywołało sporą aferę. Arthur Balfour powiedział: On [Churchill] i fotograf razem ryzykowali swoje cenne życia. Ale o ile mogę zrozumieć, co tam robił fotograf, to nie rozumiem, co robił tam minister.
Również w 1910 Churchill sprzeciwił się stłumieniu przez wojsko robotniczych protestów w kopalni w Tonypandy. Wojsko zostało ostatecznie użyte do pilnowania kopalń i niedopuszczania do zamieszek. Była to pierwsza interwencja wojska w sprawy cywilne i przysporzyła ona Churchillowi poparcia w Walii.
Jako minister spraw wewnętrznych Churchill, który był zdecydowanym przeciwnikiem praw wyborczych kobiet, nakazał policji używanie brutalnych metod wobec sufrażystek. W konsekwencji został wychłostany szpicrutą przez jedną z kobiet na dworcu w Bristolu.
W 1911 Churchill został Pierwszym Lordem Admiralicji. Urząd ten sprawował przez kolejne cztery lata. Zreformował Royal Navy, wyposażając ją w najnowocześniejszy sprzęt, m.in. lotnictwo morskie, oraz zastępując węgiel ropą naftową jako paliwem okrętowym. Opowiadał się też za wzmożoną ochroną brytyjskich interesów na polach naftowych Mezopotamii, podległej wtedy jeszcze Imperium Osmańskiemu.

### Upadek i powrót do wpływów

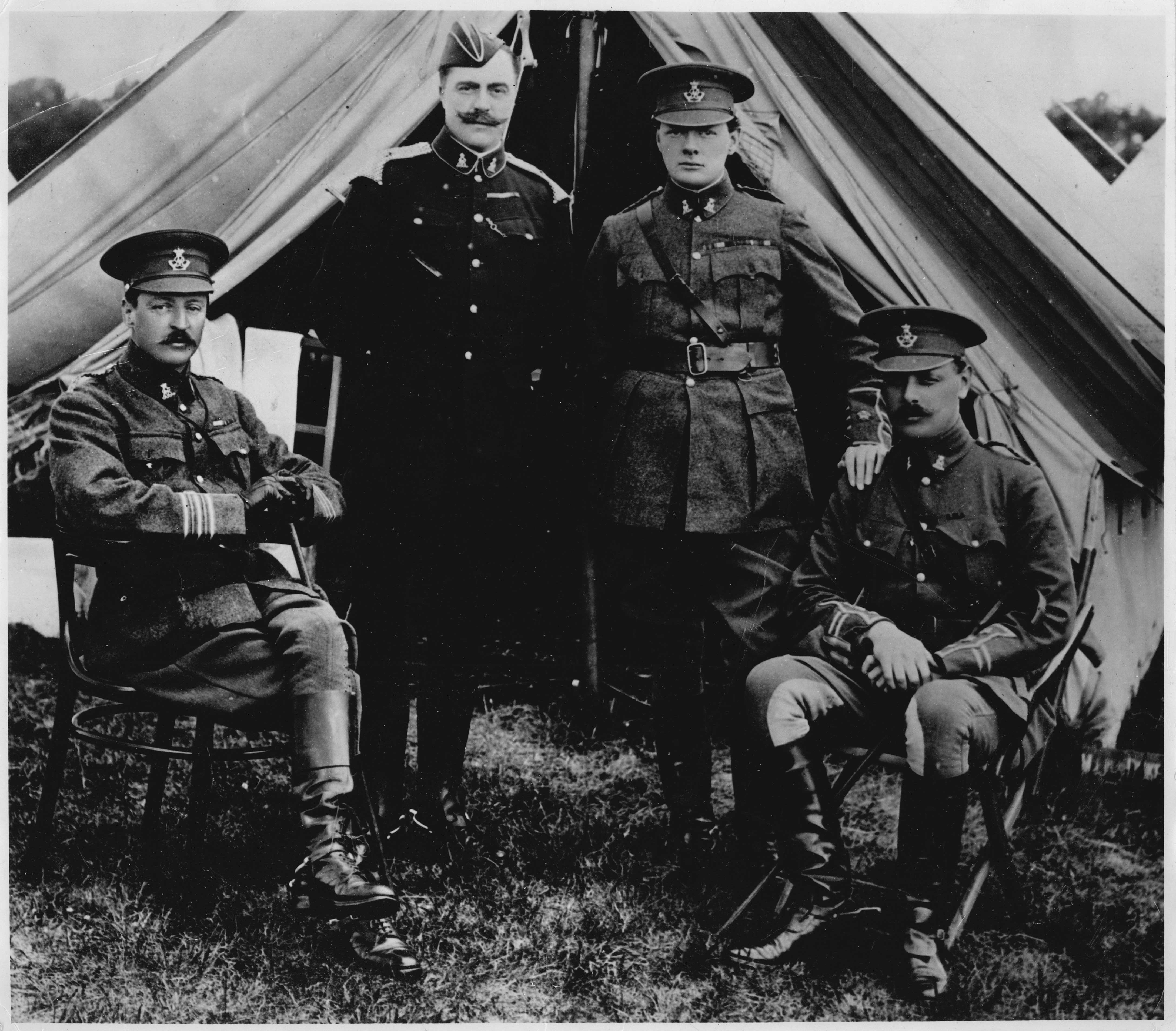
Churchill, jego brat John i kuzyn Viktor (1914)

W sierpniu 1914, po ataku wojsk niemieckich na neutralną Belgię, w Wielkiej Brytanii rozgorzała dyskusja, czy przystępować do toczącej się wojny. Spory wpływ na ostateczną decyzję brytyjskiego rządu miał Churchill, który jako pierwszy lord Admiralicji postawił Royal Navy w stan gotowości bojowej, co zadecydowało o przystąpieniu Wielkiej Brytanii do I wojny światowej. Nastąpiło to 4 sierpnia 1914. Wkrótce też rozpoczęła się morska blokada Niemiec.
Następny rok przyniósł załamanie się politycznej pozycji Churchilla. Negatywna sytuacja na froncie zachodnim i słaba sytuacja Rosji spowodowały, że w Paryżu i Londynie zaczęto zastanawiać się nad otwarciem nowego frontu. W listopadzie 1914 Churchill zaproponował atak na półwysep Gallipoli, którego zdobycie otwierało dla aliantów cieśniny Bosfor i Dardanele, umożliwiało zaopatrywanie Rosji przez Morze Czarne, mogło wyeliminować Turcję z wojny jako sojusznika państw centralnych i skłonić Grecję i Bułgarię do opowiedzenia się po stronie Ententy. W styczniu 1915 plan został zaaprobowany przez brytyjski rząd.
Inwazja na półwysep Gallipoli okazała się katastrofą – dowództwo brytyjskie popełniało błąd za błędem, a Turcy stawili silniejszy opór, niż spodziewał się Churchill, toteż w ciągu rocznych walk straty po stronie aliantów wynosiły 44 tys. zabitych i 97 tys. rannych. Churchill i Pierwszy Lord Morski lord Fisher podali się do dymisji, wzajemnie oskarżając się o niepowodzenia. Churchill przez pewien czas sprawował jeszcze urząd Kanclerza Księstwa Lancaster, ale wkrótce podał się do dymisji i opuścił rząd. Zaciągnął się ponownie do armii i przez kilka miesięcy dowodził batalionem na froncie zachodnim.
Sytuacja zmieniła się w grudniu 1916, kiedy to upadł rząd Asquita. Nowy premier, Lloyd George, nie odważył się początkowo przyjąć Churchilla do gabinetu. Wreszcie jednak, w lipcu 1917, Churchill został ministrem uzbrojenia, zaś po dwóch latach był już ministrem wojny. Na tym stanowisku podjął decyzję o interwencji Brytyjczyków w rosyjskiej wojnie domowej. Churchill był zadeklarowanym antybolszewikiem i twierdził, że „bolszewizm należy zdusić w zarodku”. Interwencja nie zyskała jednak poparcia polityków i społeczeństwa, którzy po zakończeniu wielkiej i krwawej wojny nie mieli ochoty brać udziału w odległym konflikcie. W 1920 ostatnie oddziały brytyjskie zostały ewakuowane z Rosji. 20 lutego 1920 Churchill opublikował w „Illustrated Sunday Herald” artykuł pt. „Syjonizm kontra bolszewizm – walka o duszę narodu żydowskiego”, w którym stwierdzał, że komunizm jest tworem „machinacji międzynarodowego żydostwa”.

### Dwudziestolecie międzywojenne

#### Tłuste lata dwudzieste

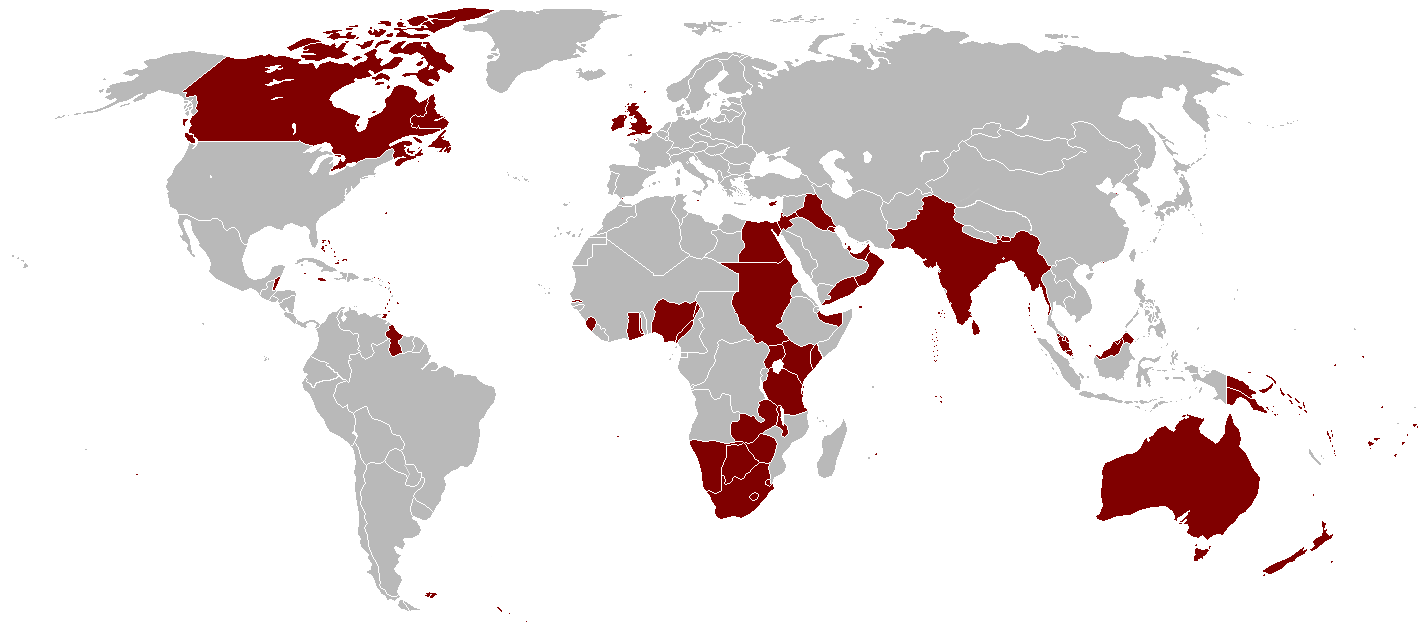
Imperium brytyjskie w 1921

Również w 1920 Churchill rozkazał użyć gazów bojowych podczas powstania Kurdów i Arabów w Iraku, świeżo wówczas poddanym pod władzę brytyjską. Tym samym jest on pierwszym człowiekiem, który wydał rozkaz użycia gazów bojowych przeciwko cywilom.
W 1921 został mianowany ministrem kolonii. Na tym stanowisku był jednym z sygnatariuszy traktatu angielsko-irlandzkiego, powołującego Wolne Państwo Irlandzkie.
W październiku 1922 poddał się operacji usunięcia wyrostka robaczkowego. Kiedy wyszedł ze szpitala okazało się, że rząd upadł, a Partia Liberalna zaczęła się rozpadać. Wszystkie te okoliczności, wliczając w to osłabienie po operacji, sprawiły, że kampania wyborcza Churchilla była dość niemrawa i w wyborach w 1922 Churchill zajął dopiero czwarte miejsce. Swój okręg wyborczy w Dundee opuszczał, jak sam stwierdził, „bez urzędu, bez miejsca w Parlamencie, bez partii i bez wyrostka”. Po przegraniu w wyborach w 1923 w okręgu Leicester opuścił Partię Liberalną i planował powrócić do konserwatystów, ale w kolejnych wyborach startował jako kandydat niezależny. Przegrał wprawdzie wybory uzupełniające w Londynie, ale zwyciężył w wyborach generalnych w okręgu Epping i po dwuletniej przerwie ponownie zasiadł w Izbie Gmin. W następnym roku oficjalnie powrócił do Partii Konserwatywnej.
Jeszcze w 1924 premier Stanley Baldwin mianował Churchilla kanclerzem skarbu. Głównym zadaniem ministra było przywrócenie pełnej wymienialności funta na złoto, według standardów z 1914. Udało mu się to w 1925, ale zaowocowało deflacją, bezrobociem i wielkimi strajkami górników w 1926. Działania kanclerza skarbu skrytykował ekonomista John Maynard Keynes, który w artykule The Economic Consequences of Mr. Churchill dowodził, że przywrócenie standardów z 1914 doprowadzi do światowej zapaści. Sam Churchill przyznał, że była to jedna z najgorszych jego decyzji, ale główną odpowiedzialność przerzucał na dyrektora Banku Anglii, Montagua Normana, który doradził ten krok niezbyt znającemu się na ekonomii Churchillowi.
Podczas strajków 1926 Churchill domagał się użycia broni przeciwko protestującym. Na łamach rządowego magazynu British Gazette stwierdził, że „jeśli państwo nie złamie strajku generalnego, to strajk generalny złamie państwo”.

#### Chude lata trzydzieste

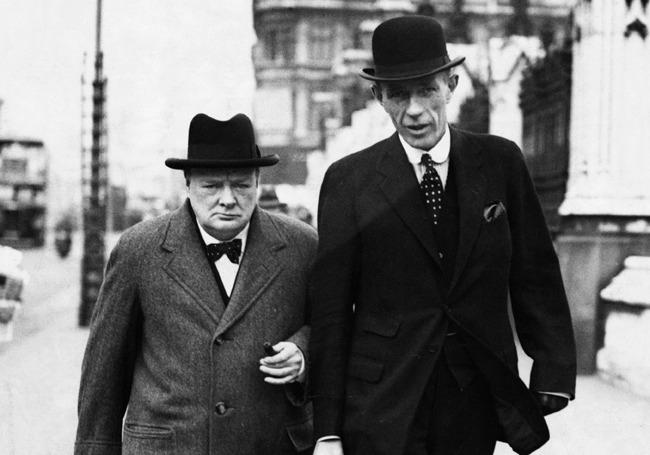
Churchill i lord Halifax (1938)

Po klęsce konserwatystów w wyborach 1929 przyszły chude lata dla Churchilla jako polityka. W ciągu dwóch lat został odsunięty od ścisłego kierownictwa partii w związku z jego protestami przeciwko ograniczeniom w handlu i próbom przyznania Indiom szerszej autonomii. Przeciwko temu ostatniemu protestował przez całe lata trzydzieste. Nie darzył również sympatią czołowego indyjskiego działacza niepodległościowego, Mahatmy Gandhiego, którego zwykł nazywać „półnagim fakirem”. Te działania spowodowały, że kiedy Ramsay MacDonald tworzył w 1931 rząd narodowy, nie zaprosił do niego Churchilla. Jego akcje na politycznej giełdzie spadły jeszcze bardziej w 1936, kiedy udzielił poparcia królowi Edwardowi VIII w jego sporze z premierem Baldwinem. Spekulowano wówczas, że w wypadku dymisji rządu Baldwina (miała ona nastąpić, gdyby król odmówił abdykacji, czego domagał się Baldwin) stanowisko premiera otrzyma właśnie Winston Churchill. Do niczego takiego jednak nie doszło – król abdykował, zaś Churchill znalazł się w politycznej izolacji.
Przez większość lat 30. Churchill nie udzielał się w życiu politycznym, spędzając czas głównie na pisaniu książek, wśród których znalazły się m.in.: Marlborough: His Life and Times (biografia jego słynnego przodka, Johna Churchilla, 1. księcia Marlborough) i Historia Anglików (została wydana dopiero w latach 50.).
Churchill był pierwszym z brytyjskich polityków, którzy sprzeciwiali się polityce ustępstw wobec kanclerza III Rzeszy, Adolfa Hitlera, tzw. appeasementu, którą prowadził rząd Neville’a Chamberlaina. Po powrocie premiera z Monachium z tekstem porozumienia, które miało „zapewnić pokój naszym czasom”, Churchill stwierdził: „Nasz rząd miał do wyboru hańbę i wojnę. Wybrał hańbę, a wojnę będzie miał i tak”. Taka energiczna działalność zjednała Churchillowi wielu zwolenników w szeregach Partii Konserwatywnej i pozwoliła mu odbudować swoją pozycję.

### II wojna światowa

#### Objęcie urzędu premiera
Po wybuchu II wojny światowej premier Chamberlain zaproponował Churchillowi stanowisko ministra bez teki. Ostatecznie jednak Churchill wszedł w skład gabinetu jako pierwszy lord Admiralicji. W Royal Navy przyjęto to stwierdzeniem „Winston wrócił!”. Wobec braku jakichkolwiek działań wojennych na froncie zachodnim (tzw. dziwna wojna), jedynymi działaniami wojennymi aliantów zachodnich były właśnie operacje morskie, w których Royal Navy odnosiła drobne sukcesy, ale i dotkliwe porażki. Na polecenie Churchilla przystąpiono do montowania na okrętach marynarki stacji radiolokacyjnych, rozpoczęto tworzenie konwojów i uzbrajanie statków handlowych. Churchill był również autorem planu prewencyjnego zajęcia norweskiego portu Narwik, który dawałby aliantom kontrolę nad przewozem rudy żelaza ze Szwecji. Pozostali członkowie gabinetu zablokowali jednak ten pomysł. Innym jego pomysłem było m.in. zaminowanie Renu (operacja „Royal Marine”).
Po ataku Niemiec na Belgię, Holandię, Luksemburg i Francję 10 maja 1940 i niepowodzeniach w Norwegii rząd Chamberlaina stracił zaufanie społeczeństwa, a premier jeszcze tego samego dnia podał swój gabinet do dymisji. Funkcję premiera zamierzano powierzyć lordowi Halifaksowi, który jednak odmówił, uważając, że nie będzie mógł efektywnie rządzić, zasiadając w Izbie Lordów. Po naradzie z kierownictwem partii zasiadających w Izbie Gmin Chamberlain zdecydował się wskazać na swojego następcę Winstona Churchilla. Jeszcze tego samego dnia król Jerzy VI powierzył mu misję tworzenia rządu.

#### Bitwa o Anglię

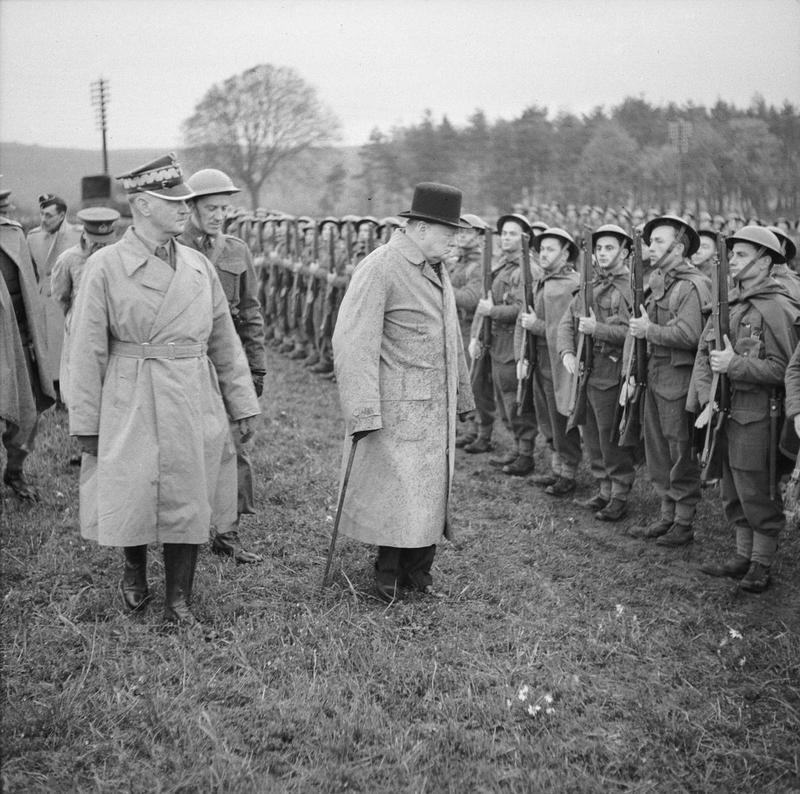
Churchill wizytujący w towarzystwie Władysława Sikorskiego jednostkę Polskich Sił Zbrojnych na Zachodzie (1940)

Churchill był zdeterminowany prowadzić wojnę z Niemcami do samego końca, w tym celu usunął z gabinetu zwolenników pokoju z Niemcami, a najbardziej wpływowy z nich – lord Halifax – został wysłany jako ambasador do Waszyngtonu. W swoim pierwszym przemówieniu do Brytyjczyków Churchill oznajmił, że „nie ma nic do zaoferowania, tylko krew, trud, łzy i pot” (I have nothing to offer but blood, toil, tears and sweat). Po klęsce Francji odrzucił pokojowe propozycje Hitlera. W przededniu bitwy o Anglię zapowiedział: „Obronimy naszą Wyspę bez względu na cenę, będziemy walczyć na plażach, będziemy walczyć na lądowiskach, będziemy walczyć na polach i na ulicach, będziemy walczyć na wzgórzach, nigdy się nie poddamy” (We shall defend our island, whatever the cost may be, we shall fight on the beaches, we shall fight on the landing grounds, we shall fight in the fields and in the streets, we shall fight in the hills; we shall never surrender).
Odparcie powietrznej ofensywy Luftwaffe przysporzyło Churchillowi licznych zwolenników. Sam premier o uczestnikach bitwy o Anglię powiedział, że „nigdy w historii wojen tak wielu nie zawdzięczało tak wiele tak niewielu” (Never in the field of human conflict was so much owed by so many to so few). Dzięki dobrym stosunkom z prezydentem USA Franklinem Delano Rooseveltem udało się uzyskać pomoc gospodarczą Stanów Zjednoczonych na zasadach ustawy o pożyczce i dzierżawie (Lend-Lease Act). 14 sierpnia 1941 obaj politycy podpisali na pokładzie pancernika HMS „Prince of Wales” Kartę Atlantycką, która była pierwszym krokiem na drodze do utworzenia Organizacji Narodów Zjednoczonych. Churchill wspierał również ruch oporu w okupowanej Europie. Na jego polecenie utworzono Zarząd Operacji Specjalnych (Special Operations Executive, SOE) z Frankiem Nelsonem na czele.
Churchill wykorzystywał swój talent krasomówczy, aby zachęcić Brytyjczyków do dalszych poświęceń. Wiele z wypowiedzianych przez niego zdań przeszło do historii. Niektóre przykłady podane są wyżej. Inne słynne zdanie zostało wypowiedziane 10 listopada 1942 i dotyczyło zwycięskiej II bitwy pod El Alamein: „To nie jest koniec. To nie jest nawet początek końca. Ale to jest, być może, koniec początku” (This is not the end. It is not even the beginning of the end. But it is, perhaps, the end of the beginning).
Podczas II wojny Churchill przeżył dwa ataki serca: pierwszy w grudniu 1941, a drugi – w grudniu 1943. W czasie II wojny światowej jego nazwisko naziści niemieccy umieścili na liście wrogów III Rzeszy, tzw. Czarnej Księdze.

#### Wielka Koalicja

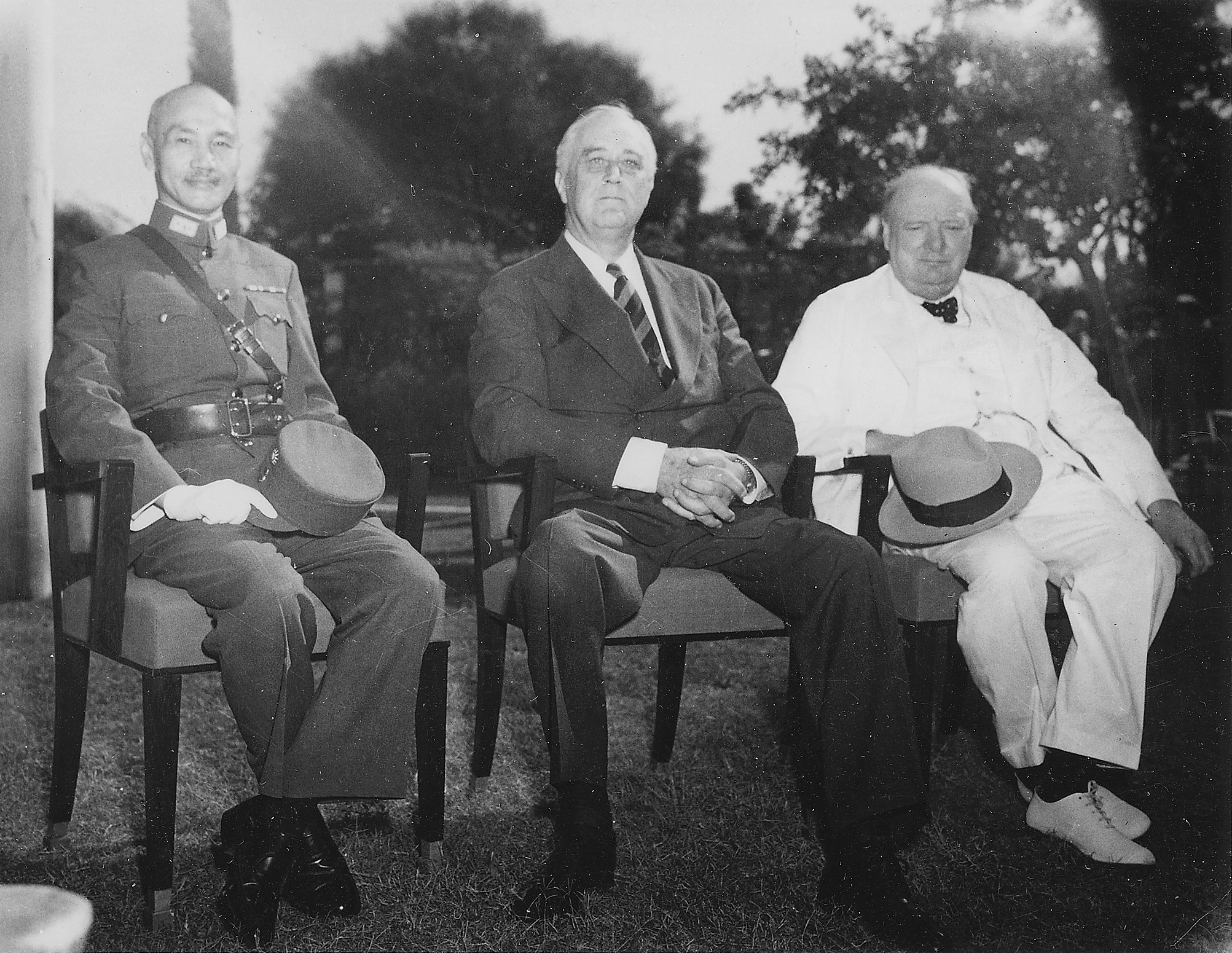
Czang Kaj-szek, Franklin D. Roosevelt i Churchill na konferencji w Kairze (1943)

Sytuacja polityczna i wojskowa Wielkiej Brytanii uległa radykalnej zmianie w 1941. Do tej pory walczyła ona z hitlerowskimi Niemcami praktycznie sama, dysponując jedynie dość ograniczonym wsparciem w postaci armii wystawianych przez brytyjskie dominia oraz rządy okupowanych przez hitlerowców państw, które rezydowały w Londynie. W 1941 do wojny przeciwko Niemcom włączyły się Związek Radziecki, ich dotychczasowy sojusznik, zaatakowany 22 czerwca 1941, oraz Stany Zjednoczone po ataku na Pearl Harbor. Owe trzy najpotężniejsze państwa, tzw. Wielka Trójka, zdobyły decydujący wpływ na ustalanie działań wojennych i powojennego porządku na świecie. Robiły to bez udziału mniejszych państw koalicji antyhitlerowskiej, a czasami wbrew ich woli.
Spośród przywódców Wielkiej Trójki (Churchilla, Roosevelta i Stalina) najsłabszą pozycję miał właśnie premier Wielkiej Brytanii. Stalinowi nie ufał, ale sojusz z nim traktował jako zło konieczne do wygrania wojny (po ataku na Związek Radziecki Churchill powiedział w Parlamencie, że „gdyby Hitler najechał piekło, udzieliłbym w Izbie Gmin najlepszych rekomendacji Lucyferowi”). Roosevelt z kolei całkowicie ufał Stalinowi, zadowolony, że główny ciężar wojny w Europie ponosi Związek Radziecki. Jego główną obawą była możliwość zawarcia odrębnego pokoju niemiecko-radzieckiego, co Stalin umiejętnie wykorzystywał. Roosevelt zwykle popierał pomysły Stalina, na co Churchill musiał się zgodzić, gdyż Wielka Brytania była uzależniona od gospodarczej i militarnej pomocy USA. Churchill zdawał sobie z tego sprawę i już od początku swojej działalności jako premiera zabiegał o amerykańskie subsydia. Jeszcze w 1940 udało mu się wytargować dostawy amerykańskiego uzbrojenia do Wielkiej Brytanii, a w 1941 wynegocjował pomoc finansową w wysokości 1,082 mld dolarów (rok później pomoc ta wyniosła 4,757 mld dolarów).

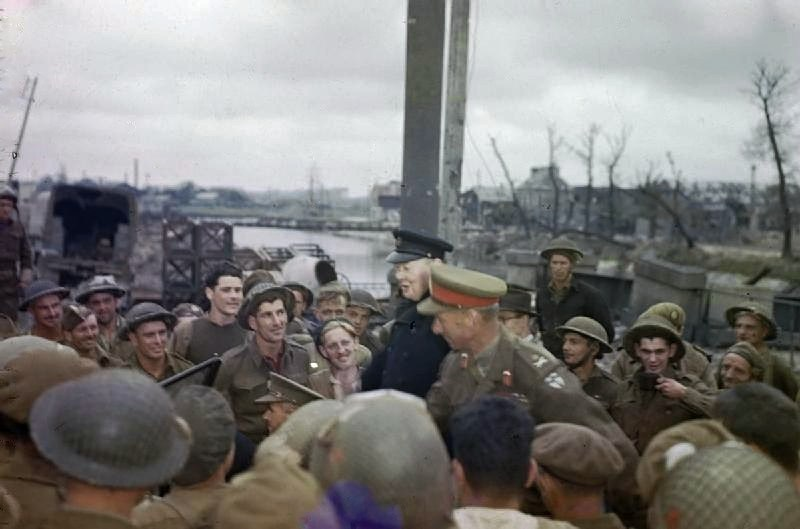
Churchill w Normandii (1944)

Głównym celem polityki Churchilla było usunięcie oddziałów państw „Osi” z basenu Morza Śródziemnego. Jego pomysłami były operacja „Torch” w 1942, desant aliantów na Sycylię, a w czasie kampanii włoskiej desant pod Anzio (który nieomal nie zakończył się tak samo tragicznie dla strony atakującej jak Gallipoli). Planował również przeprowadzenie inwazji kontynentu w 1944 poprzez zasadniczą operację desantową na Bałkanach, ale nie udało mu się tych planów zrealizować, gdyż natrafił tu na sprzeciw Stalina, który obawiał się brytyjskich wpływów w Europie centralnej i na Bałkanach. Na pierwszym spotkaniu Wielkiej Trójki w Teheranie (28 listopada – 1 grudnia 1943) Roosevelt poparł Stalina i Churchill musiał zgodzić się na operację inwazyjną we Francji. Bałkańskie plany Churchilla zostały zrealizowane w szczątkowej formie poprzez desant brytyjski w Grecji i portach Albanii w październiku 1944, a następnie zbrojne rozbicie ELAS (najsilniejszej organizacji greckiego podziemia kierowanej przez republikańską lewicę i komunistów) i uniemożliwienie w ten sposób przejęcia władzy w Grecji przez przeciwników monarchii. Brytyjczycy byli przeciwni zarówno surowemu karaniu kolaborantów, jak i zniesieniu monarchii czy też przejęciu władzy przez grecką centrolewicę. Toteż już w październiku 1944 Churchill zalecił swoim dowódcom nierozwiązywanie i ochronę greckich formacji kolaboracyjnych. Następnie, w początkach grudnia 1944, Churchill zalecił gen. Scobiemu „Niewahanie się w potraktowaniu Aten tak, jak traktuje się zbuntowane miasto wroga”. Partyzantów ELAS nie poparł też ZSRR, z którym Churchill już uprzednio uzgodnił swe postępowanie wobec Grecji (i Polski), w trakcie swojej konferencji ze Stalinem, która odbyła się 9 i 10 października 1944 w Moskwie.
W efekcie tych, a także dalszych działań Grecja pozostała w sferze wpływów brytyjskich, a kontrola nad nią chroniła interesy Imperium Brytyjskiego na Cyprze i części Bałkanów.

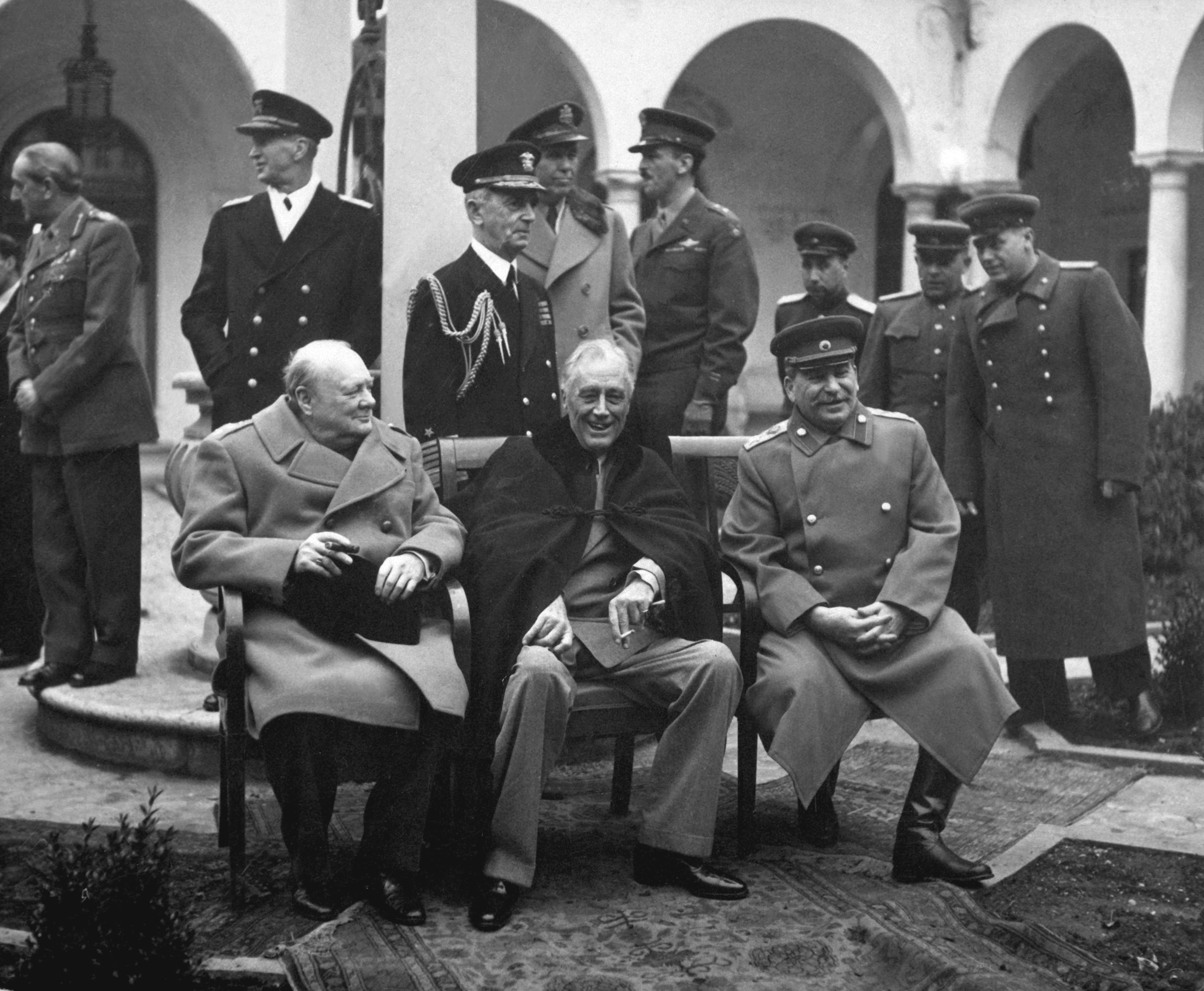
Churchill, Franklin Delano Roosevelt i Józef Stalin w Jałcie

Wielka Trójka zbierała się jeszcze dwukrotnie – od 4 do 11 lutego 1945 w Jałcie (gdzie ustalono podział stref wpływów w Niemczech i Europie), oraz od 17 lipca do 2 sierpnia 1945 w Poczdamie, gdzie powtórzono ustalenia z Jałty. Churchill opuścił konferencję poczdamską 26 lipca, by poznać wyniki odbywających się w Anglii wyborów parlamentarnych. Do Poczdamu już nie wrócił.

### Po II wojnie
Nie wyraził zgody na publikację wspomnień swojego osobistego ochroniarza z okresu wojny, Waltera H. Thompsona, spisanych jeszcze w 1945, a nawet podjął starania, by uniemożliwić ją środkami prawnymi, administracyjnymi i finansowymi.
Pomimo niezaprzeczalnych zasług Churchilla jako premiera podczas II wojny światowej, pierwsze powojenne wybory przyniosły ciężką klęskę konserwatystów i zwycięstwo Partii Pracy. Część historyków komentując wynik wyborów stwierdziła, że najprawdopodobniej Brytyjczycy uznali, że człowiek, który nadawał się na czas wojenny, nie nada się na czas pokoju. Inni dopatrywali się tu nie tyle stosunku do Churchilla, ile rozczarowania społeczeństwa konserwatywnymi rządami Baldwina i Chamberlaina z lat trzydziestych. W każdym razie następne sześć lat Churchill spędził jako lider partii opozycyjnej.
Był jednym z pierwszych polityków, którzy poparli ideę zjednoczenia Europy, a także był pomysłodawcą utworzenia „Stanów Zjednoczonych Europy”. Wspierał również sojusz z Francją, to dzięki niemu kraj uzyskał stałe miejsce w Radzie Bezpieczeństwa ONZ, gdyż Churchill chciał zminimalizować wpływy ZSRR. Premier był również popularyzatorem terminu „żelazna kurtyna”, określającego linię podziału Europy na bloki wschodni i zachodni. Termin ten został użyty przez niego po raz pierwszy w treści telegramu, który wysłał rankiem 12 maja 1945 do nowego prezydenta Stanów Zjednoczonych, Harry’ego Trumana. Następnie użył tego sformułowania już jako były premier w trakcie słynnego przemówienia w Fulton (Missouri), które wygłosił 5 marca 1946. Churchill nie był autorem tego określenia, mógł je zaczerpnąć z poematu Wasilija Rozanowa „Apokalipsa naszych czasów” z 1918.

### Drugi raz u władzy

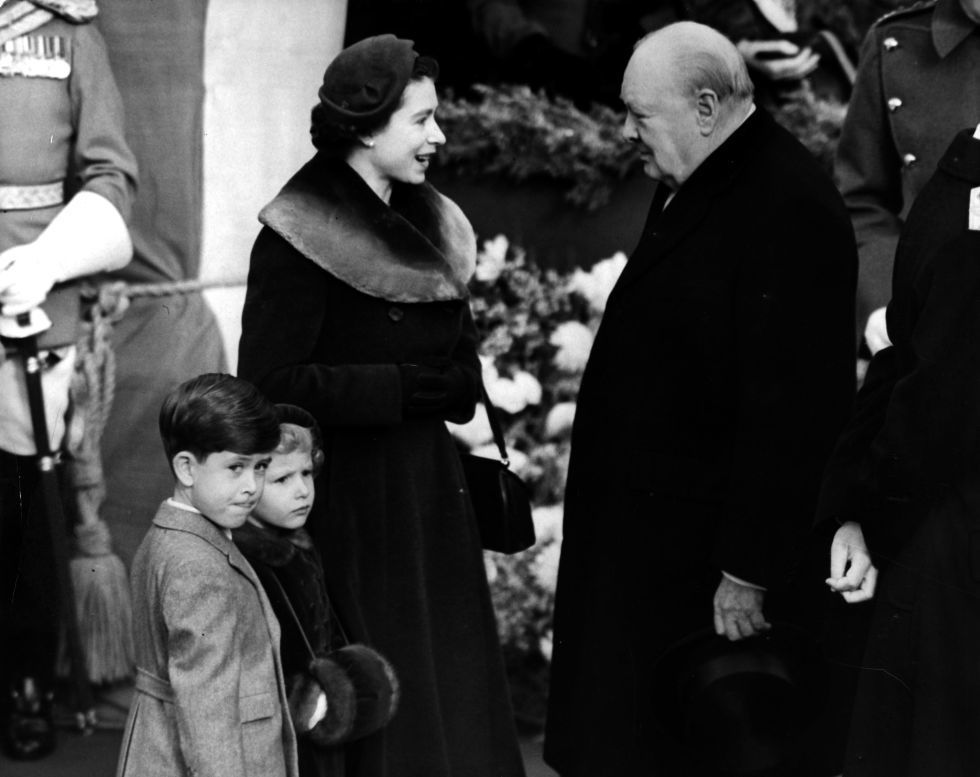
Churchill, Elżbieta II, Karol i Anna (1953)

Wybory w 1951 przyniosły klęskę laburzystom i ponownie wyniosły do władzy konserwatystów. Winston Churchill (od 1945 startujący z okręgu Woodford) objął więc ponownie stanowisko premiera. Podczas swojej kadencji odnowił ścisłe związki Wielkiej Brytanii ze Stanami Zjednoczonymi, które sam nazwał „specjalnymi relacjami” (special relations) i aktywnie zaangażował się w ustalanie powojennego ładu światowego. Podczas sprawowania przez niego urzędu na dalszy plan zeszły sprawy wewnętrzne, zepchnięte tam przez ważne wydarzenia międzynarodowe, związane ze stopniowym upadkiem brytyjskiego imperium kolonialnego. Szczególnie pochłaniały one uwagę Churchilla, jako że był gorącym zwolennikiem przywrócenia Wielkiej Brytanii statusu światowej potęgi.

#### Operacja „Ajax”
W 1951 premierem Iranu został liberał i demokrata Mohammad Mosaddegh. Rozpoczął nacjonalizację przemysłu naftowego, który wówczas praktycznie całkowicie znajdował się w rękach Wielkiej Brytanii posiadającej większościowe udziały w Anglo-Irańskiej Kompanii Naftowej (później przekształconej w koncern BP). Mossadegh był niesłusznie oskarżany o komunizm i współpracę ze Związkiem Radzieckim. Churchill zdecydował się podjąć potajemną akcję przeciwko irańskiemu premierowi na rzecz szacha Mohammada Rezy Pahlaviego. Do pomocy udało się nakłonić prezydenta USA Dwighta Eisenhowera używając do tego zmasowanej propagandy i fałszywych informacji wywiadowczych. Zorganizowana przez CIA i nieudolnie przeprowadzona akcja w końcu pozwoliła szachowi na usunięcie demokratycznie wybranego premiera w dn. 22 sierpnia 1953 i przejęcie pełnej kontroli nad Iranem. Szach przyjął politykę uległości wobec Zachodu, a Wielka Brytania odzyskała kontrolę nad Kompanią Naftową aż do rewolucji islamskiej 1979.

#### Powstanie Mau Mau
W 1951 nieporozumienia na tle podziału ziemi w Kenii doprowadziły do skarg rdzennej ludności na faworyzowanie białych osadników. Odrzucenie skarg przez władze kolonialne spowodowało przejęcie wpływów w kenijskim społeczeństwie przez ugrupowania radykalne i wybuch, wspieranego przez Związek Radziecki powstania w 1952, zwanego powstaniem Mau Mau (ludności z plemienia Kikuju rugowanej ze swojej ziemi). 17 sierpnia wprowadzono stan wyjątkowy, a Churchill wysłał do Kenii brytyjskie wojska w celu stłumienia rebelii. Wojna była prowadzona z wielkim okrucieństwem z obydwu stron, doprowadziła też do podziału Kenijczyków na wspierających rebelię i wiernych Koronie Brytyjskiej.
Działania rządu brytyjskiego nie spotykały się początkowo z poparciem opinii publicznej. Zmieniło się to w 1953, kiedy rebelianci zmasakrowali członków plemienia Kikuju, popierających Brytyjczyków. Przechyliło to szalę opinii publicznej na stronę Wielkiej Brytanii. Churchill prowadził walkę z powstaniem przy użyciu zarówno środków militarnych, jak i idąc na ustępstwa wobec ludności. Dowodzący w Kenii generał George Erskine odniósł spore sukcesy wypierając rebeliantów ze stolicy Kenii, Nairobi (operacja „Anvil”, 1954), oraz większości prowincji (operacja „Hammer”, 1954). Brytyjczycy zorganizowali obozy pracy dla podejrzanych o przynależność lub sympatię dla Mau Mau, w których stosowano nazistowskie metody zmuszania więźniów do pracy. Po kilku latach zdławiono opór. Churchill mógł więc zaproponować rozmowy pokojowe, ale zostały one zerwane niedługo po jego rezygnacji. Powstanie zostało ostatecznie stłumione w 1960, ale narastające nieporozumienia między Kenijczykami a rządem brytyjskim spowodowały ogłoszenie niepodległości Kenii w 1963.

#### Malezja
Kolejnym wydarzeniem zagrażającym pozycji i interesom Zjednoczonego Królestwa i pochłaniającym uwagę Churchilla była wojna niepodległościowa na Malajach, którą zorganizowała Malajska Armia Narodowo-Wyzwoleńcza (Malayan Races Liberation Army, MRLA). Churchill ponownie zastosował strategię łączenia działań militarnych z próbami budowania sojuszu z przeciwnikami MRLA. Była to tzw. kampania zdobywania „serc i umysłów”, jednocześnie stosowano brutalne metody walki z rebeliantami – wojska brytyjskie użyły broni chemicznej (kwas 2,4-dichlorofenoksyoctowy i kwas 2,4,5-trichlorofenoksyoctowy) oraz, jak wykazano, dokonywało masakr cywilnych mieszkańców, egzekucji na jeńcach oraz stosowało tortury i okaleczanie partyzantów czy osób podejrzanych o sprzyjanie im. Dla Brytyjczyków Malaje były szczególnie ważne, gdyż po ogłoszeniu niepodległości przez Indie, Birmę i Singapur, były one jedyną brytyjską kolonią w tym regionie. W okresie największego natężenia walk stacjonowało tam 35 tys. brytyjskich żołnierzy. Polityka Churchilla zaczęła odnosić sukcesy i ruch oporu stopniowo tracił poparcie ludności. Ostatecznie walki wygasły w 1960, jednak Brytyjczykom nie udało się utrzymać Malajów. Wybory w 1955 przyniosły spory sukces zwolennikom niepodległości. W 1957 proklamowali oni niepodległość Malezji.
W kwietniu 1955 z powodu pogarszającego się stanu zdrowia Churchill zrezygnował z funkcji premiera i lidera Partii Konserwatywnej oraz wycofał się z czynnego życia politycznego. Oba stanowiska przejął dotychczasowy minister spraw zagranicznych, Anthony Eden.

### Ostatnie dni i śmierć
Churchill zasiadał w Izbie Gmin do 1964 roku, ale po 1955 wycofał się z czynnego życia politycznego i przeniósł do Chartwell House. Pogłębiająca się depresja i niezdrowy tryb życia powodowały, że Churchill szybko podupadał na zdrowiu. Kiedy w 1963 przyznano mu honorowe obywatelstwo USA, nie mógł uczestniczyć w ceremonii. Zastąpił go tam jego syn.
Winston Churchill zmarł 24 stycznia 1965 w wieku 90 lat, równo 70 lat po śmierci ojca. Przyczyną śmierci był udar mózgu.

### Pogrzeb
Z polecenia królowej trumnę z ciałem byłego premiera wystawiono na widok publiczny w Westminster Hall, gdzie znajdowała się przez następne 3 dni. Po upływie tego czasu, 30 stycznia, rozpoczęły się uroczystości pogrzebowe, celebrowane w katedrze Świętego Pawła. Pogrzeb Churchilla miał charakter publiczny. Był to pierwszy publiczny pogrzeb osoby spoza rodziny królewskiej od 1914.
Kondukt pogrzebowy przeszedł następnie wzdłuż Tamizy, przez londyńskie doki. Na cześć Churchilla oddano dziewiętnaście salw armatnich. Konduktowi towarzyszyło ponadto szesnaście myśliwców RAF-u. Na pogrzeb byłego premiera przybyło wielu przedstawicieli władz państwowych (m.in. prezydent Francji Charles de Gaulle, premier Kanady Lester Pearson czy premier Rodezji Ian Smith) oraz członków rodów królewskich. Podobna liczba dygnitarzy uczestniczyła w pogrzebie przywódcy Jugosławii Josipa Broz Tity w 1980 roku, a następnie w pogrzebie papieża Jana Pawła II w 2005 roku.

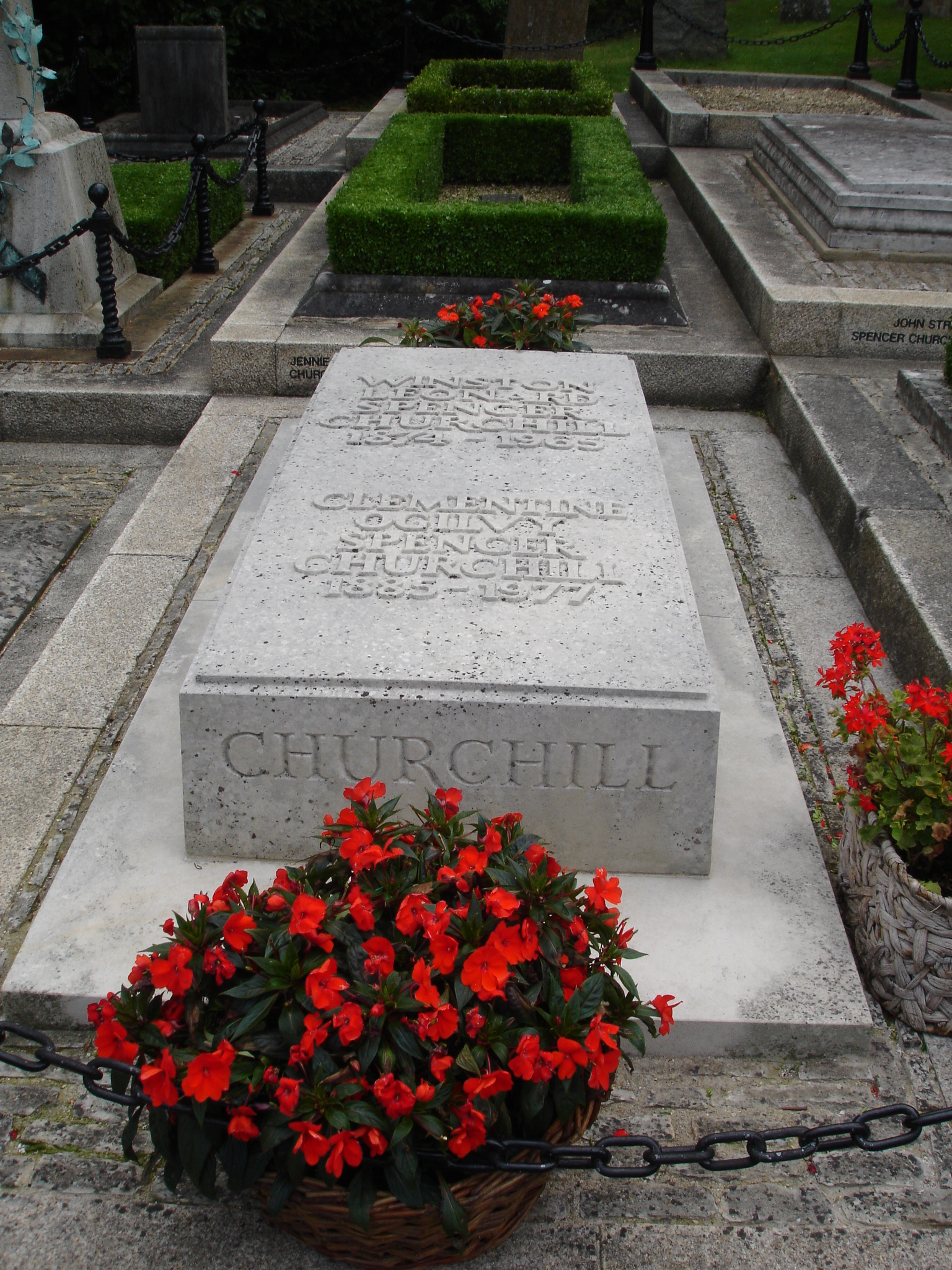
Grób Winstona i Clementine Churchill

Na życzenie Churchilla pochowano go z resztą rodziny w St. Martin Church w Bladon, w okolicach Woodstock, w niewielkiej odległości od Blenheim Palace, gdzie Winston Churchill się urodził.
9 lutego 1965 majątek Churchilla wyceniono na 304 044 funtów szterlingów (w przeliczeniu około 3,8 miliona współczesnych funtów).
Jedną z czterech sztucznych szczęk, którą Churchill nosił przez całe życie, można obecnie oglądać w Hunterian Museum.

## Zainteresowania
Kiedy nie przebywał w Londynie i nie zajmował się działalnością polityczną, Churchill lubił spędzać czas w Chartwell House w Kencie. Razem z żoną kupił tę rezydencję w roku 1922. Podczas pobytów w niej Churchill lubił pisać, malować oraz podziwiać słynne czarne łabędzie.

### Churchill jako malarz

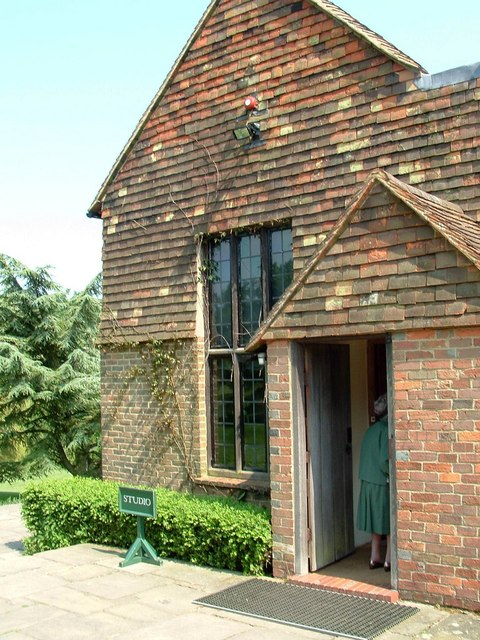
Atelier Churchilla w jego posiadłości w Chartwell (2008)

Winston Churchill malowaniem zajął się w roku 1916 podczas I wojny światowej: 

[Churchill] zdążył namalować niebieską plamę pośrodku płótna i głowił się co by tu robić dalej, kiedy przyjechała do niego Lady Lavery – żona malarza Sir Johna Lavery’ego, osobiście także zajmująca się sztuką. Wyrwała Churchillowi pędzel z dłoni i migiem namalowała błękitne niebo. To doprowadziło przyszłego premiera do przekonania, że w malarstwie, podobnie jak w życiu, chodzi tylko o „zuchwałość”.

 Podczas wizyty w Egipcie Churchill malował piramidy, a za jego plecami paru żołnierzy zaczęło złośliwie dogadywać nie wiedząc kto maluje: 

Cholibka szefie, jak wy kładziecie tę farbę. Dobrze, że nie próbowaliście się nająć do malowania ścian u mojego starego brygadzisty. Zaraz by was wywalił na bruk!

Tworzył głównie sielskie widoki i pejzaże inspirowane miejscami, które widział na całym świecie. W 1921 Churchill wysłał pięć swoich obrazów na wystawę organizowaną w Paryżu, wszystkie pod pseudonimem Charles Morin. W 1943 podarował swoje płótno przedstawiające meczet Księgarzy w Marrakeszu prezydentowi Stanów Zjednoczonych Franklinowi Delano Rooseveltowi. W sierpniu 2011 obraz trafił na aukcję w Nowym Orleanie – cena wywoławcza wyniosła 3 miliony dolarów. W 1947 podarował kilka swoich płócien brytyjskiej Royal Academy of Arts podając się za niejakiego Pana Wintera – dwa obrazy zostały zaakceptowane. Jedno ze swoich płócien przekazał w prezencie prezydentowi USA Harry’emu Trumanowi.
Jego obecność w Câmara de Lobos, na portugalskiej wyspie Madera, która miała miejsce 8 stycznia 1950 roku, podczas której Churchill został uwieczniony na fotografii w trakcie malowania obrazu, wpłynęła na wzrost popularności i znaczenia w turystyce tego miasteczka. Obecnie można często spotkać się z nazwiskiem Winstona Churchilla na terenie miejscowości, wobec którego mieszkańcy wyrażają wdzięczność za popularyzację Câmara de Lobos w powszechnej świadomości.

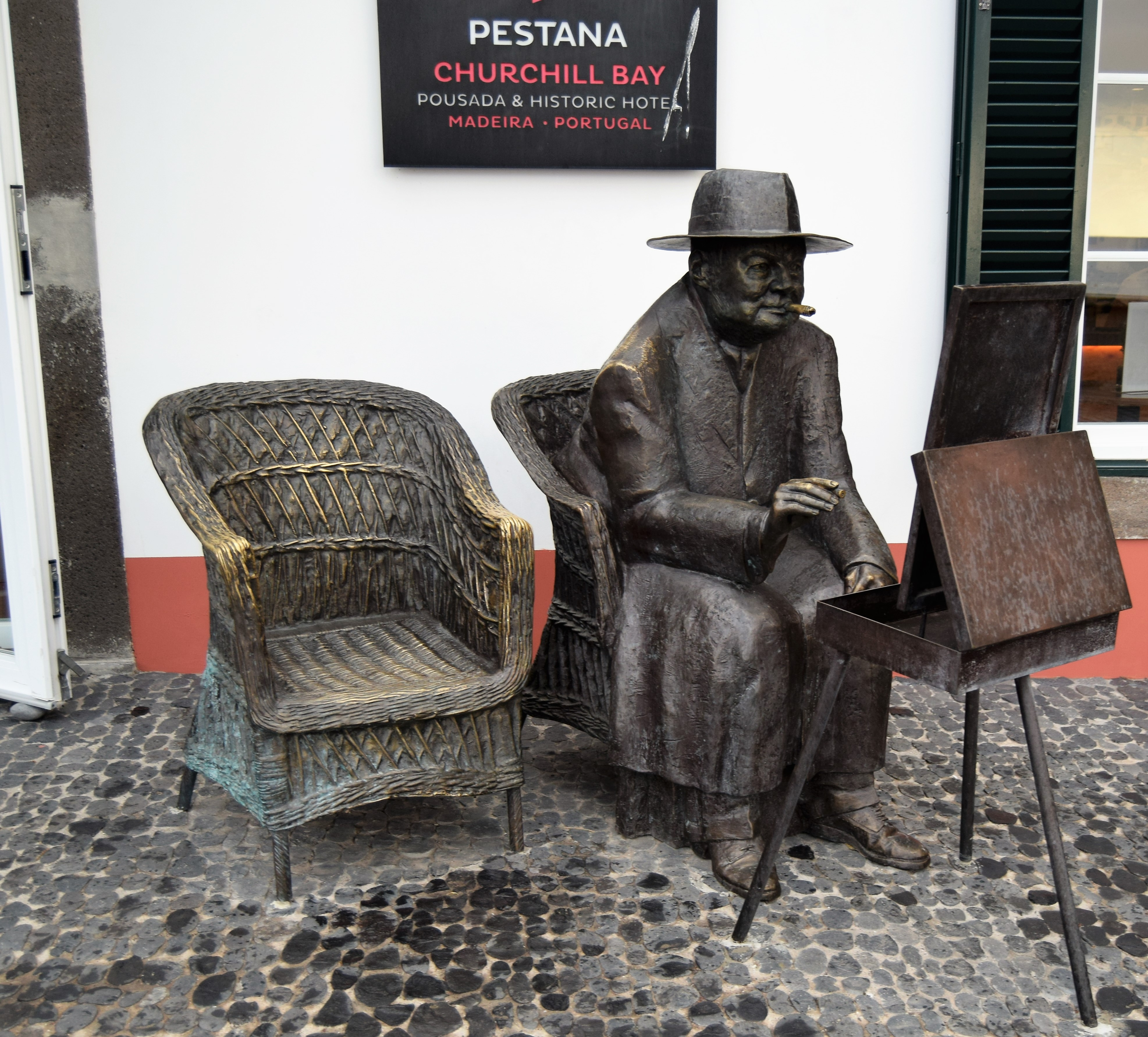
Rzeźba z brązu uwieczniająca malarską wizytę Winstona Churchilla w Câmara de Lobos na Maderze

Winston Churchill powiedział kiedyś, że gdy trafi już do nieba to pierwszy milion lat pobytu tam poświęci malarstwu, tak by zgłębić je do sedna. Malowanie traktował jako hobby tworząc do swojej śmierci w styczniu 1965 ponad 500 obrazów.

### Churchill jako pisarz
Churchill pisał wiele książek, które początkowo były sposobem na zarobienie pieniędzy, gdyż mimo swojego arystokratycznego pochodzenia niewiele ich odziedziczył (większość została wydana przez matkę). Nie był wykształconym historykiem, ale od młodości czytał książki historyczne. Wpływ wywarły na niego m.in. historia angielskiej wojny domowej Clarendona, Upadek imperium rzymskiego Gibbona i Historia Anglii Macaulaya. Nie interesował się historią społeczną i ekonomiczną, poświęcał natomiast wiele uwagi sprawom politycznym i wojskowym.
Prace Churchilla można podzielić na trzy kategorie. Do pierwszej zaliczają się prace dotyczące historii własnej rodziny, czyli biografia ojca Life of Lord Randolph Churchill z 1906 r. oraz biografia 1. księcia Marlborough pt. Marlborough: His Life and Times z lat 1933–1938 w czterech tomach.
Druga kategoria obejmuje prace autobiograficzne oraz wczesne zapiski reporterskie. Należą do nich The Story of the Malakand Field Force z 1898 r., The River War z 1899 r., London to Ladysmith via Pretoria, Ian Hamilton’s March z 1900 r. oraz autobiografia My Early Life z 1930 r. Jego książki z lat 1898–1900 zawierają wiele informacji o kolonialnych wojnach Wielkiej Brytanii, przy czym były one rodzajem autopromocji Churchilla, który kandydował do Izby Gmin w 1900 r.
Najwięcej uznania przyniosły Churchillowi prace należące do trzeciej kategorii – wielotomowe opracowania historyczne, takie jak „Światowy Kryzys” (The World Crisis, 1923–1931), sześciotomowa historia II wojny światowej „II wojna światowa” (The Second World War, 1948–1953) oraz „Historia Anglików” (A History of the English–Speaking Peoples, 1956–1958) w czterech tomach.
Właśnie te jego prace, zwłaszcza historia II wojny światowej, spowodowały, że w 1953 r. został laureatem Literackiej Nagrody Nobla za mistrzostwo opisu historycznego i biograficznego, jak i doskonałe przemowy w obronie wysokich ludzkich wartości.

### Związki z nauką
W czasie służby w Indiach Churchill zaczął czytać książki naukowe i popularnonaukowe, w tym przysyłane przez matkę. Oprócz korespondencji z frontów wojen kolonialnych zaczął też pisać artykuły i eseje popularnonaukowe, przy czym zakres tematyczny jego publikacji był szeroki, obejmując m.in. zagadnienie życia we Wszechświecie, perspektyw opanowania reakcji syntezy jądrowej czy zagadnienia eksploracji Układu Słonecznego.
Churchill był pierwszym przywódcą na świecie, który zatrudniał doradcę ds. nauki. Jako premier tworzył klimat sprzyjający rozwojowi nauki, m.in. wspierał rozwój nowych technologii (radarów i programu nuklearnego). Przyjaźnił się także z przedstawicielami świata nauki, m.in. Bernardem Lovellem, Frederickiem Lindemannem i H.G. Wellsem.

## Życie prywatne

### Małżeństwo i dzieci

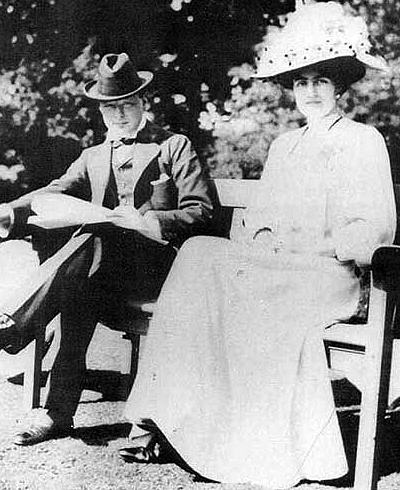
Churchill ze swoją przyszłą żoną, Clementine Hozier, 1908

Churchill początkowo oświadczył się amerykańskiej aktorce Ethel Barrymore (późniejszej laureatce Oscara za najlepszą kobiecą rolę drugoplanową), ale został odrzucony. W marcu 1908 poznał na przyjęciu Clementine Hozier, w której się zakochał. Jego oświadczyny zostały przyjęte i 12 września 1908 w St Margaret’s Church w Westminsterze odbył się ich ślub. Winston i Clementine doczekali się jednego syna i czterech córek:
- Diana Churchill (11 lipca 1909 – 19 października 1963), żona Johna Milnera Bileya, 2. baroneta i Duncana Sandysa, miała dzieci z drugiego małżeństwa
- Randolph Fredrick Edward Churchill (28 maja 1911 – 6 czerwca 1968)
- Sarah Millicent Hermione Spencer Churchill (7 października 1914 – 24 września 1982), trzykrotnie zamężna, nie doczekała się potomstwa, próbowała swych sił w filmie, zagrała m.in. z Fredem Astaire’em w Królewskim weselu
- Marigold Frances Churchill (15 listopada 1918 – 23 sierpnia 1921)
- Mary Spencer Churchill (15 września 1922 – 31 maja 2014), żona Christophera Soamesa, miała dzieci

Tradycje polityczne rodziny Churchillów zostały zachowane w następnych pokoleniach. Zarówno syn Winstona, Randolph, jak i dwaj wnukowie Winston Churchill i Nicholas Soames, poszli w jego ślady i zasiadali w Izbie Gmin. Córki poślubiły polityków, co pomogło im w karierach.
Clementine była córką lady Blanche Ogilvy, drugiej żony Henry’ego Montague Hoziera, córki 7. hrabiego Airly. Nazwisko jej ojca jest sprawą dyskusyjną. Sama Blanche twierdziła, że ojcem Clementine był słynny kawalerzysta Bay Middleton, jednak biograf Clementine John Hardwick twierdził, że jej ojcem, podobnie jak i innych dzieci z małżeństwa Blanche z Hozierem, był szwagier Blanche Algernon Freeman-Mitford, 1. baron Redesdale.

### Poglądy religijne
Churchill w młodości przeszedł antychrześcijański okres. Jako dorosły określał się jako agnostyk.

### Zdrowie
Churchill był znany z zamiłowania do cygar i alkoholu. To ostatnie rozpoczęło się podczas pobytu w Indiach i południowej Afryce, gdzie Churchill dodawał whisky do wody, by uniknąć zatrucia. Weszło mu to w nawyk i w późniejszych latach pił whisky zarówno przed, w trakcie, jak i po posiłkach. Historycy spierają się, czy można Churchilla nazywać alkoholikiem. Przeciwnicy argumentują, że spożywanie alkoholu nie wpłynęło negatywnie na jego życie osobiste i działalność polityczną. Churchill Center twierdzi, że w 1936 Churchill założył się z lordem Rothermere, że przez rok powstrzyma się od picia i ten zakład wygrał. Ulubionymi alkoholami premiera były zarówno czarny, jak i czerwony Johnnie Walker, natomiast najchętniej palił cygara marki Romeo Y Julieta rozmiar Julieta No. 2. Rozmiar ten jest teraz nazywany churchill od nazwiska Winstona Churchilla. Był on także miłośnikiem tabaki. Jego ulubioną tabaką była tabaka Western Glory firmy Gawith & Hoggarth. Jest to delikatna tabaka o aromacie słodkawego tytoniu.
Przez większość swojego życia Churchill zmagał się z depresją, którą on sam określał mianem „czarnego psa”. Wspomnienia bliskich mu osób zaświadczają, że był człowiekiem bardzo emocjonalnym, podatnym na huśtawki nastrojów. Bardzo często płakał, również w sytuacjach publicznych. W prasie brytyjskiej po latach określano go mianem najbardziej płaczliwego polityka w historii.

## Nagrody i odznaczenia

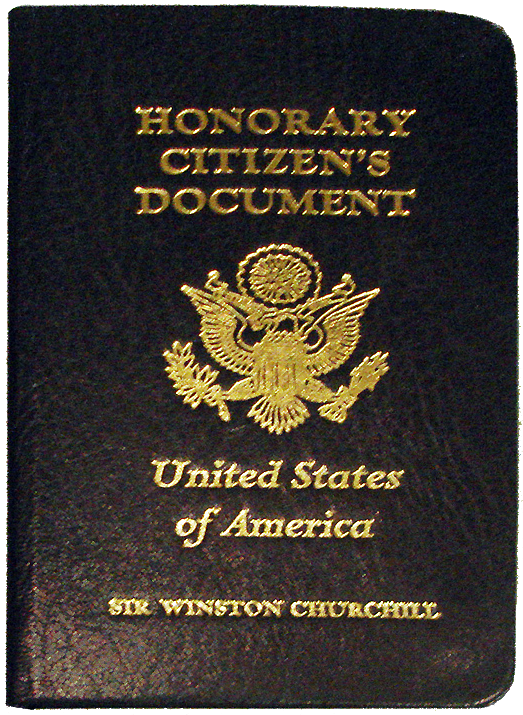
Dokument Winstona Churchilla potwierdzający Honorowe Obywatelstwo Stanów Zjednoczonych

W 1925 został odznaczony estońskim Krzyżem Wolności I klasy. W 1941 otrzymał ceremonialny urząd Lorda Strażnika Pięciu Portów (Lord Warden of the Cinque Ports) oraz został zaprzysiężony jako członek Kanadyjskiej Prywatnej Rady. Od tej pory był tytułowany: Honorowym Winstonem Churchillem. W 1953 został kawalerem Orderu Podwiązki i otrzymał szlachecki tytuł „sir” (w lipcu 1945 odmówił przyjęcia tego orderu). W tym samym roku został również uhonorowany literacką Nagrodą Nobla za: „mistrzostwo opisu historycznego i biograficznego, jak i doskonałe przemowy w obronie wysokich ludzkich wartości”. Po ustąpieniu ze stanowiska premiera w 1955 r. został kanclerzem Uniwersytetu w Bristolu. W 1959, jako najdłużej zasiadający w Parlamencie deputowany, otrzymał tytuł „ojca Izby”.
W 1955 Churchill otrzymał propozycję otrzymania tytułu książęcego. Były premier propozycję przyjął i nawet wybrał dla siebie tytuł księcia Londynu (Duke of London). Ostatecznie jednak tytułu nie uzyskał. Do zmiany zdania przekonał go syn Randolph, który chciał związać swoją karierę polityczną z Izbą Gmin, co uniemożliwiłoby mu objęcie po śmierci ojca tytułu książęcego. Od tej pory tytuł książęcy jest przyznawany tylko członkom Rodziny Królewskiej.
W 1956 otrzymał Nagrodę Karola Wielkiego za zasługi w promowaniu pokoju i integracji w Europie. W 1960 otwarto Cambridge Churchill College. W 1963 Winston Churchill został pierwszą osobą, której przyznano honorowe obywatelstwo Stanów Zjednoczonych.
7 maja 1969 został pośmiertnie odznaczony Złotym Medalem Kongresu (Congressional Gold Medal) - jednym z najwyższych odznaczeń cywilnych w Stanach Zjednoczonych.

## Krytyka
Mimo że w publicznym dyskursie dominuje jednowymiarowa wizja premiera okresu wojny jako wybitnego stratega i bohatera, działania Winstona Churchilla krytykowało wielu historyków. Brytyjski wojskowy i historyk Gordon Corrigan w książce poświęconej demitologizacji wizerunku Churchilla podważył jego kompetencje w zakresie kierowania walką na morzu i lądzie, a także m.in. sposób prowadzenia polityki kadrowej. Z kolei znany francuski badacz Pierre Milza zwrócił uwagę na utrzymującą się aż do początku II wojny światowej fascynację faszyzmem. Zasugerował dodatkowo, że Churchill mógł wydać rozkaz przeprowadzenia zamachu na włoskiego przywódcę, Benito Mussoliniego. Koncepcja ta już wcześniej pojawiła się we włoskim filmie dokumentalnym.

## Rząd Winstona Churchilla

### Gabinet wojenny (koalicyjny) maj 1940 – maj 1945
- premier, minister obrony, Przewodniczący Izby Gmin: Winston Churchill
- lord przewodniczący Rady: Neville Chamberlain
- lord tajnej pieczęci: Clement Richard Attlee
- minister spraw zagranicznych: Edward Wood, 3. wicehrabia Halifaksu
- minister bez teki: Arthur Greenwood

Zmiany
- sierpień 1940 – lord Beaverbrook wchodzi w skład gabinetu jako minister produkcji lotniczej
- październik 1940 – John Anderson zastępuje Neville’a Chamberlaina na stanowisku Lorda Przewodniczącego Rady, Kingsley Wood wchodzi w skład gabinetu jako kanclerz skarbu, Ernest Bevin wchodzi w skład gabinetu jako minister pracy, lord Halifax zostaje dodatkowo Przewodniczącym Izby Lordów
- grudzień 1940 – Anthony Eden zastępuje lorda Halifaksa na stanowisku ministra spraw zagranicznych, następcy Halifaksa na stanowisku Przewodniczącego Izby Lordów nie wchodzą w skład gabinetu
- maj 1941 – lord Beaverbrook zostaje pozbawiony stanowiska ministra produkcji lotniczej, ale pozostaje w gabinecie jako minister stanu. Jego następcy na stanowisku ministra produkcji lotniczej nie wchodzą w skład gabinetu
- czerwiec 1941 – Beaverbrook zostaje ministrem zaopatrzenia i pozostaje w gabinecie
- 1941 – Oliver Lyttelton wchodzi w skład gabinetu jako minister rezydent na Środkowym Wschodzie
- 4 lutego 1942 – Beaverbrook zostaje ministrem produkcji wojennej, jego następcy na stanowisku ministra zaopatrzenia nie wchodzą w skład gabinetu
- 19 lutego 1942 – Beaverbrook rezygnuje ze stanowiska ministra produkcji wojennej, stanowisko to pozostaje nieobsadzone, Clement Attlee obejmuje stanowisko ministra ds. dominiów, Stafford Cripps zastępuje Attleego na stanowisku lorda tajnej pieczęci i przejmuje od Churchilla stanowisko Przewodniczącego Izby Gmin, Kingsley Wood opuszcza gabinet pozostając kanclerzem skarbu
- 22 lutego 1942 – Arthur Greenwood opuszcza gabinet
- marzec 1942 – Oliver Lyttelton obejmuje stanowisko ministra produkcji (dawnego ministra produkcji wojennej), Richard Casey zastępuje go na stanowisku ministra rezydenta
- październik 1942 – Stafford Cripps rezygnuje ze swoich funkcji i opuszcza gabinet, jego następcy na stanowisku lorda tajnej pieczęci nie wchodzą w skład gabinetu, Anthony Eden zostaje nowym Przewodniczącym Izby Gmin, Herbert Morrison wchodzi w skład gabinetu jako minister spraw wewnętrznych
- wrzesień 1943 – John Anderson zostaje nowym kanclerzem skarbu i pozostaje w gabinecie, Clement Attlee zastępuje go na stanowisku Lorda Przewodniczącego Rady, jego następcy na stanowisku ministra ds. dominiów nie wchodzą w skład gabinetu
- listopad 1943 – lord Woolton wchodzi w skład gabinetu jako minister odbudowy (Woolton był jedyną osobą piastującą to stanowisko)
- styczeń 1944 – lord Moyne zastępuje Richarda Caseya jako minister-rezydent.

### Gabinet dozorujący (The Caretaker Cabinet), maj – lipiec 1945
- premier, minister obrony: Winston Churchill
- lord przewodniczący Rady: Frederick Marquis, 1. baron Woolton
- lord tajnej pieczęci: Max Aitken, 1. baron Beaverbrook
- kanclerz skarbu: John Anderson
- minister spraw wewnętrznych: Donald Somervell
- minister spraw zagranicznych, Przewodniczący Izby Gmin: Anthony Eden
- minister kolonii: Oliver Stanley
- minister ds. dominiów, Przewodniczący Izby Lordów: Robert Gascoyne-Cecil, wicehrabia Cranborne
- minister wojny: P.J. Grigg
- minister ds. Indii i Birmy: Leo Amery
- minister ds. Szkocji: Harry Primrose, 6. hrabia Rosebery
- minister lotnictwa: Harold Macmillan
- pierwszy lord Admiralicji: Brendan Bracken
- Przewodniczący Zarządu Handlu, minister produkcji: Oliver Lyttelton
- minister rolnictwa: Robert Hudson
- minister pracy: Rab Butler

### Trzeci gabinet Churchilla październik 1951 – kwiecień 1955
- premier Wielkiej Brytanii, minister obrony: Winston Churchill
- lord kanclerz: Gavin Simonds, 1. baron Simonds
- lord przewodniczący Rady: Frederick Marquis, 1. wicehrabia Woolton
- lord tajnej pieczęci, Przewodniczący Izby Lordów: Robert Gascoyne-Cecil, 5. markiz Salisbury
- kanclerz skarbu: Rab Butler
- minister spraw wewnętrznych: David Maxwell Fyfe
- minister spraw zagranicznych: Anthony Eden
- minister kolonii: Oliver Lyttelton
- minister ds. Wspólnoty Narodów: Hastings Ismay, 1. baron Ismay
- minister ds. Szkocji: James Stuart
- Przewodniczący Zarządu Handlu: Peter Thorneycroft
- Paymaster-General: Frederick Lindemann, 1. baron Cherwell
- minister pracy: Walter Monckton
- minister zdrowia, Przewodniczący Izby Gmin: Harry Crookshank
- minister ds. samorządu: Harold Macmillan
- minister ds. koordynacji transportu, paliwa i energii: Frederick Leathers, 1. baron Leathers

Zmiany
- marzec 1952 – lord Salisbury zastąpił lorda Ismaya na stanowisku ministra ds. Wspólnoty Narodów, pozostając jednocześnie na poprzednio zajmowanych stanowiskach, lord Alexander of Tunis zastąpił Winstona Churchilla na stanowisku ministra obrony
- maj 1952 – Harry Crookshank zastąpił lorda Salisbury’ego na stanowisku lorda tajnej pieczęci, pozostając przewodniczącym Izby Gmin, jego następcy na stanowisku ministra zdrowia nie weszli w skład gabinetu
- listopad 1952 – lord Woolton został Kanclerzem Księstwa Lancaster, lord Salisbury zastąpił lorda Wooltona na stanowisku Lorda Przewodniczącego Rady, lord Swinton zastąpił lorda Salisbury’ego na stanowisku ministra ds. Wspólnoty Narodów
- wrzesień 1953 – Florence Horsbrugh wchodzi w skład gabinetu jako minister edukacji, Thomas Dugdale wchodzi w skład gabinetu jako minister rolnictwa, Gwilym Lloyd George wchodzi w skład gabinetu jako minister żywności, stanowisko ministra ds. koordynacji transportu, paliwa i energii zostaje zniesione, a lord Leathers opuszcza gabinet
- październik 1953 – lord Cherwell rezygnuje ze stanowiska Paymaster-General, jego następcy na tym stanowisku nie wchodzili w skład gabinetu
- lipiec 1954 – Alan Lennox-Boyd zastępuje Olivera Lytteltona na stanowisku ministra kolonii, Derick Heathcoat-Amory zastępuje Thomasa Dugdale’a na stanowisku ministra rolnictwa
- październik 1954 – lord Kilmuir zastępuje lorda Simondsa jako lord kanclerz, Gwilym Llyod George zastępuje lorda Kilmouira na stanowisku ministra spraw wewnętrznych, ministerstwo żywności zostaje włączone w skład ministerstwa rolnictwa, David Eccles zastępuje Florence Horsbrugh na stanowisku ministra edukacji, Harold Macmillan zastępuje lorda Alexandra of Tunis na stanowisku ministra obrony, Duncan Sandys zastępuje Macmillana na stanowisku ministra ds. samorządu, Osbert Peake wchodzi w skład gabinetu jako minister emerytur i ubezpieczeń społecznych.